# ホビーパソコン

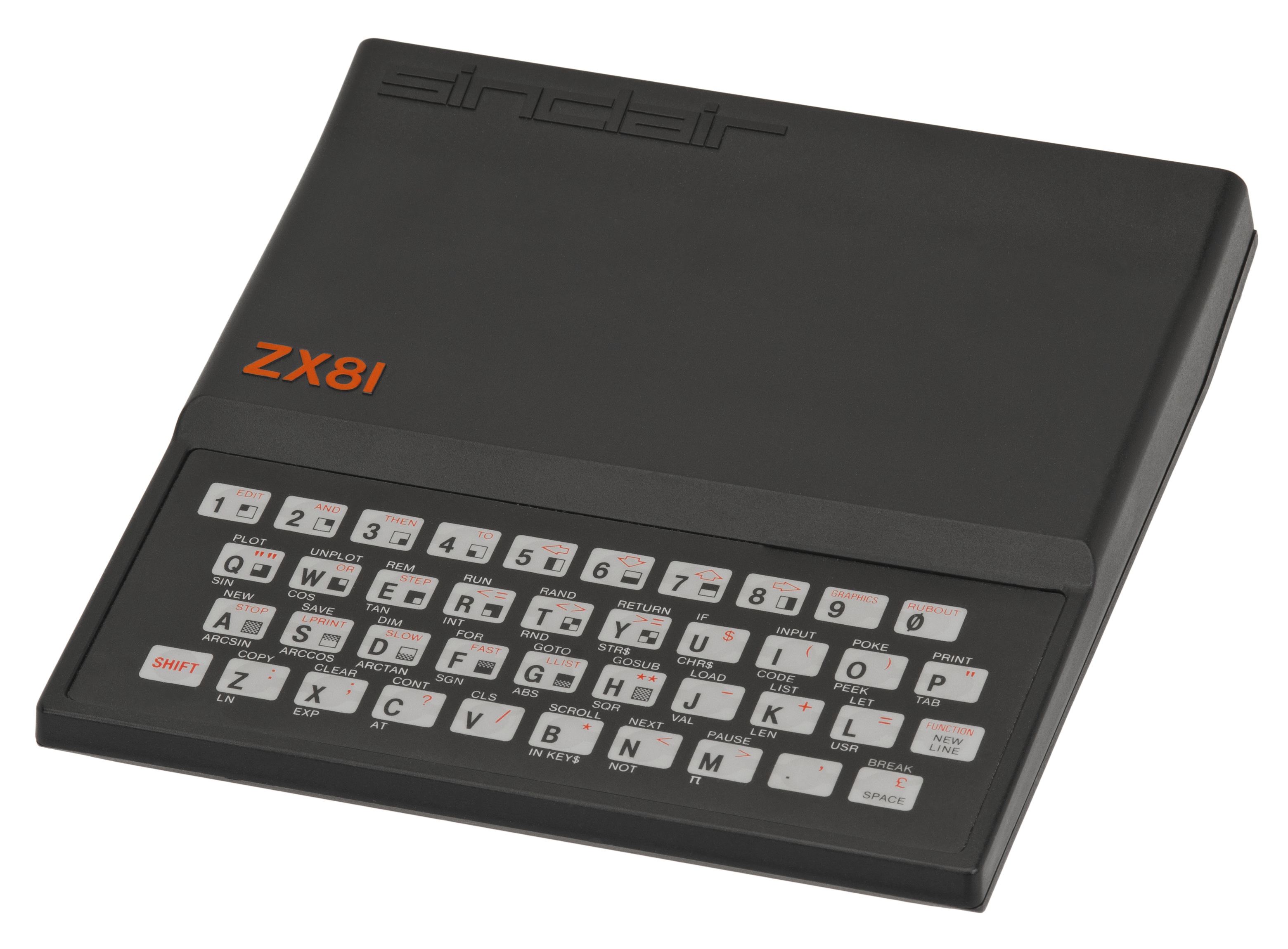
ホビーパソコン
（シンクレア ZX81）

ホビーパソコン（Hobby Personal Computer）とは趣味や嗜好、娯楽などのために供されるパーソナルコンピューター（パソコン）の総称である。

## 概要
個人が家庭などで趣味や嗜好、娯楽のために利用していたパーソナルコンピューター製品である。事務処理などといった実用面よりも、娯楽性や玩具として弄り回されることを前提としていた。名前の通り家庭でのホビー向けである。
このようなコンピュータが一般家庭向けに販売されるようになったのは、マイクロプロセッサの大量生産が可能になったことが背景にある。これはまた、それまでのマイコン（マイクロコンピュータあるいはマイコンピュータ）と呼ばれていたはんだ付けをして組み立てる必要のある基板むき出しのコンピュータと区別する意味もあった。
「ホビーパソコン」の言葉は、マイコンからの移行期に登場した。1982年の上新電機系パソコンショップ「J＆P」1号店の広告に「ホビーパソコン」と「ゲームパソコン」が別物として記載されており、日経産業新聞1983年4月28日付ではSC-3000を指して「ホビーパソコン」の語が使用されている。廉価機のイメージが強いが、高価格機であるFM-77L2ではカタログに「ホビーパソコン」と記載されているなど、高級ホビー機も広がった。後にビジネス機が16bitに移行すると8bit機はすべてホビーパソコンというような風潮も生まれた。
今日のパソコンでも、事務用を意識したもの、テレビ受信機の機能が標準で搭載されているもの、高性能なグラフィックボードを有するゲーミングパソコンなどがあるが、PC/AT互換機のデスクトップパソコンの場合、必要なオプションハードウェアを搭載したりして用途を変えることも可能であることから、相互の差は余り明確ではない。
これらの所有者はその趣味性にも拠り、限られたリソース（ハードウェアの能力・資源）の中で如何に楽しむかを模索した。当時家庭向けのコンピュータは、実用性や利便性はともかくとして、さまざまな未来的可能性を感じさせる、目新しい玩具として販売され利用されていった。古くは、BASICなどの高級言語でコンピュータプログラミングを行い、雑誌上などのプログラムの腕を競い合う場も多かったことから、「趣味のプログラミング」を行う環境にも利用されていた。これら趣味のプログラマーの中には、後に商業プログラマーとなった人も少なくはないとみられる。
販売ルートとして当初は、ワンボードマイコンの延長としても扱われたことから、電子部品などを扱っていた無線機販売店のほか、電器店や家電量販店の走りともなったディスカウントショップやホームセンターなどで主に扱われた。次第に「一般向けのパソコン」という地位を築き始めると、いわゆる「パソコンショップ」などの専門店も出るようになった。ただ専門店化では、最初は無線機販売店などが店舗を分ける形も多かったため、現在でも秋葉原界隈のパソコン専門店には屋号に「無線（ムセン）」とつく所も見られる。
日本国外では、英語圏にApple IIなどを代表とするhome computer（en:Home computer）という語およびカテゴリがあるが、日本で言われる「ホビーパソコン」と必ずしも一致するわけではない（また日本では輸入品としてApple IIなどは高かったという事情により、同機の位置付けも少し違うという面もある）。
北米では1980年代の終わりと共に、ヨーロッパでも1990年代初めに、更に日本でも1990年代半ばのWindowsブームの頃には独自規格の群雄割拠時代は終わりを告げ、PC/AT互換機の時代となった。

### 歴史背景

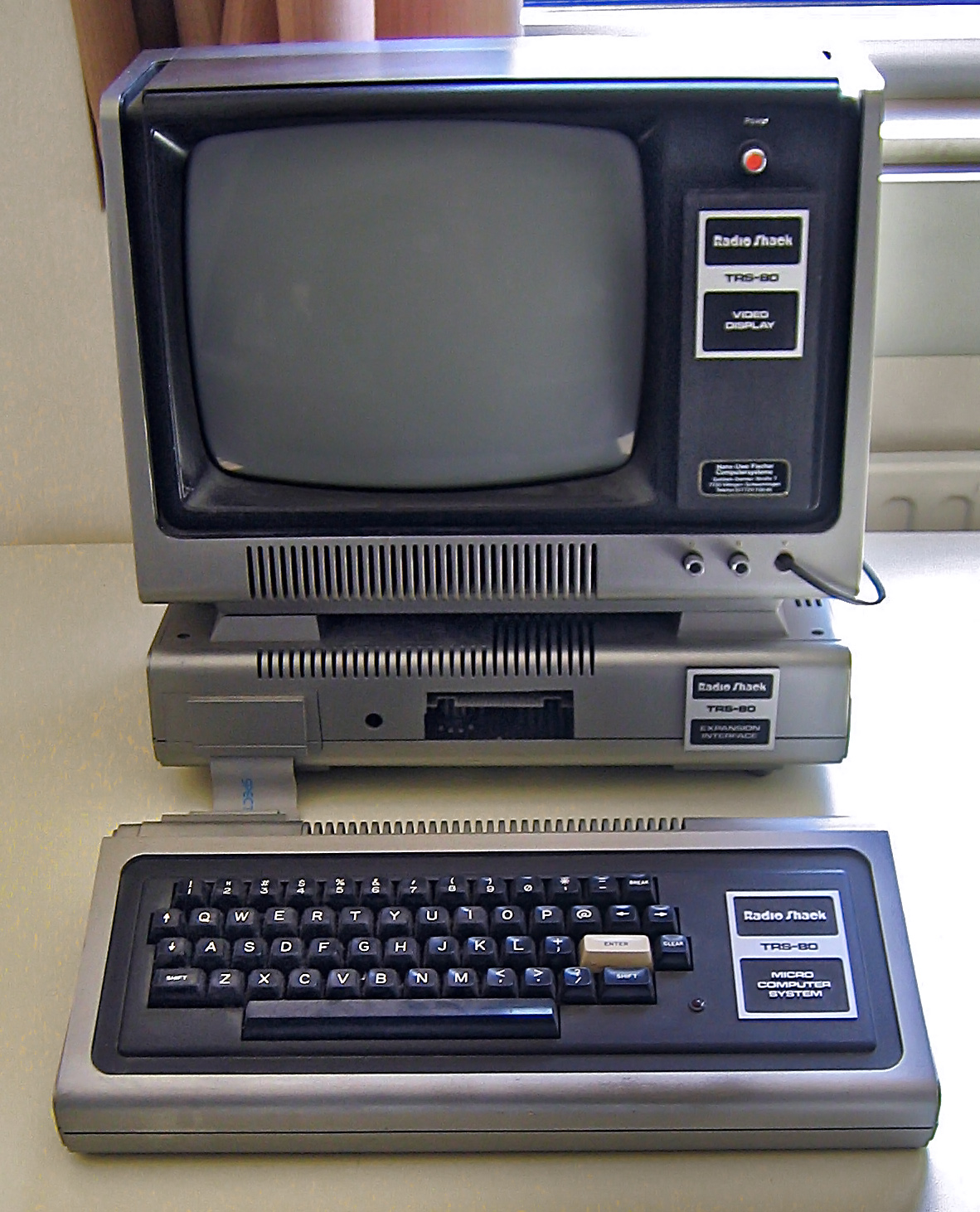
TRS-80

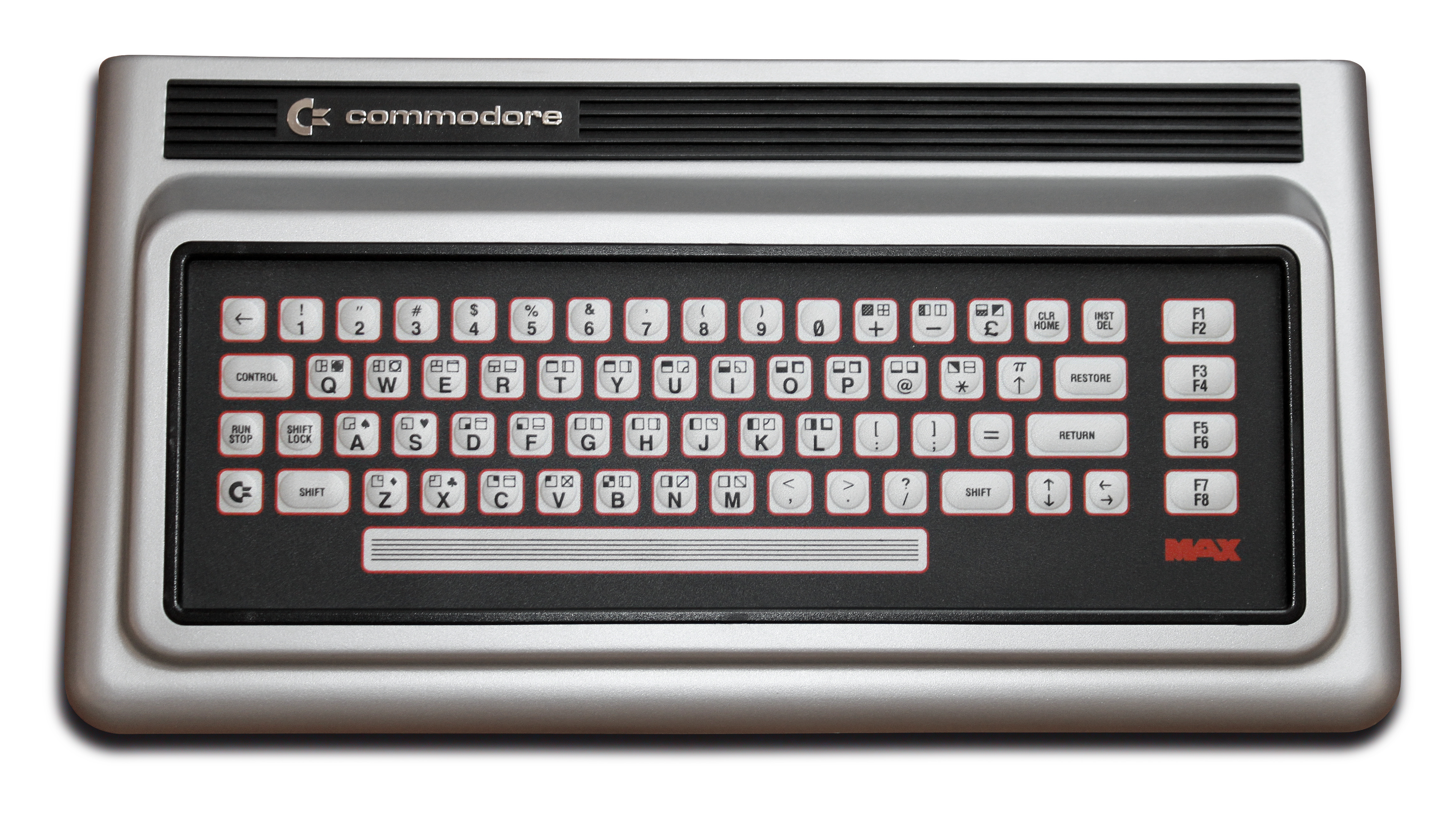
コモドール マックスマシーン

1980年代から1990年代初頭にあっては、パソコンは家庭向け・ホビーユースの物と、事務や製図・各種制御用に用いられる物とにはっきりと分かれており、家庭向けを意識した製品では、高性能なCPUによる高速な計算能力や、潤沢なメモリやハードディスク装置の搭載といった多くの記憶容量よりも、FM音源による豊かな音楽表現や、多くのVRAMやスプライト機能・ハードウェアスクロール等による表示機能を強化したものに人気が集まった。また、日本では漢字が使用できるかどうかでビジネス用とそれ以外の差が存在した。
8ビットパソコンの時代では、中でもコンピュータゲームでの表現力の強化がユーザーに強く望まれていたため、それに特化した製品はよく売れている。これらの中にはパソコン御三家と呼ばれたパソコンの中でも、FM音源を標準的に搭載した後期機種が人気を集め、日本でのパソコン市場の寡占化を発生させた。
家庭用ゲーム機以上の高価で高性能なゲーム機を求める、経済的にも余裕のある層は、おおむね家庭向けのパソコン=ホビーパソコンを購入することで満足していた。これらホビーパソコンには、個人経営の小さな所から、今日の家庭用ゲーム機向けゲームソフト制作メーカーの興りとなった企業まで、さまざまなソフトハウスより、多種多様なゲームが発売されていた。この時代にはこれらホビーパソコンが、青少年向けの高価な玩具だったことからエロソフトと呼ばれる性的興奮を目的とした物も発売されるにいたって、家庭用ゲーム機との明確な市場性の違いも発生した。
その一方で、今日では普遍的に利用されているDTMにも、早い段階からその可能性に注目し、利用する人もあって、メーカー側から同種の用途に即した機種も発売されている。
長らくは「そこそこの低価格」で「家庭用ゲーム機を凌ぐ性能」を持っていれば売れたため、8ビットパソコンであることが多かったが、後に家庭用ゲーム機も高性能化が始まった辺りから、16ビットパソコンへの変更が始まった。この時代には、8ビットパソコン時代の資産が完全に切り捨てられたため、古い機種の愛好者等は、従来のソフトウェア資産を利用するために、旧式な機種をいつまでも保管しておくなどの対策に走った。
8ビット機全盛時代には雑誌や入門書に各機種向けBASICや機械語のプログラムソースコードが掲載され、ユーザーが自分で入力して楽しんでいたが、8ビットパソコンにフロッピーディスクドライブが標準搭載され、やがて16ビットパソコン時代を迎える頃にはBASICではまったく性能を活かせず、機械語のプログラムソースコードは膨大な量となり、それを入力するという行為自体が成立しなくなった。その頃にはフロッピードライブやパソコン通信が普及し、プログラムはデータごと配布されるようになっていた。
今日では、これら旧時代の資産を活用するために、現在のWindowsやMacintoshのパソコンなどでこれら資産を実行するエミュレータの開発が、マニア間で盛んである。

## ホビーパソコン一覧
主なメーカー別に、それぞれの主要な機種シリーズを列記する。ここでは狭義のホビーパソコンだけではなく高価格帯の広義のホビーパソコンについても記載する。

### 日本国内
日本国内では、日本電気（NEC）・富士通・シャープの3社が特に覇権を争った。日本国内市場での「パソコン御三家」と呼ぶ場合、NEC、シャープの他を、富士通とするか日立とするかは議論があるが、ホビーパソコンとしての普及率で言うなら、上記の三社が中心となる。

#### 日本電気

N-88BASICでのグラフィック描画（V1モードのイメージ）

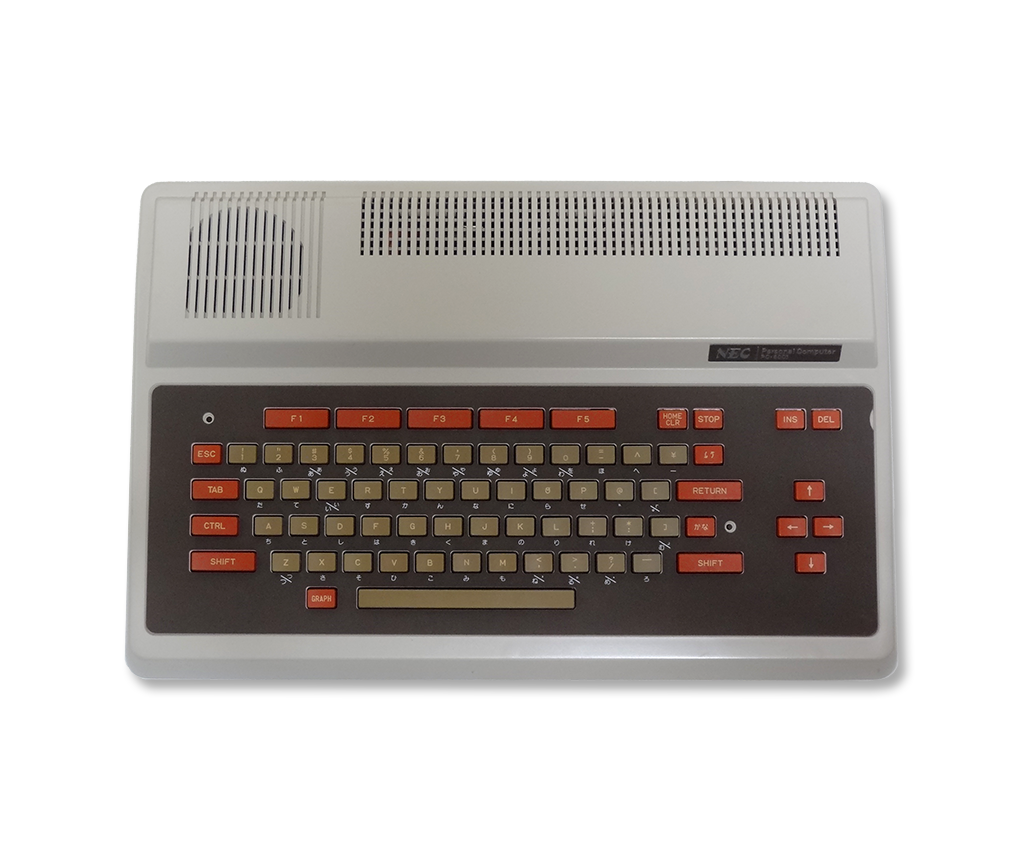
PC-6001外観

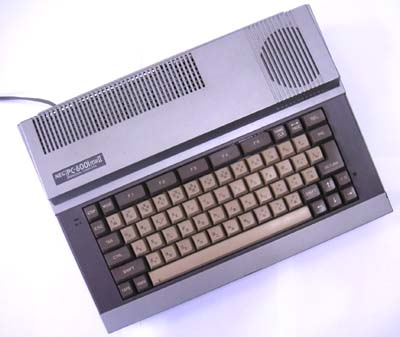
PC-6001mkII外観

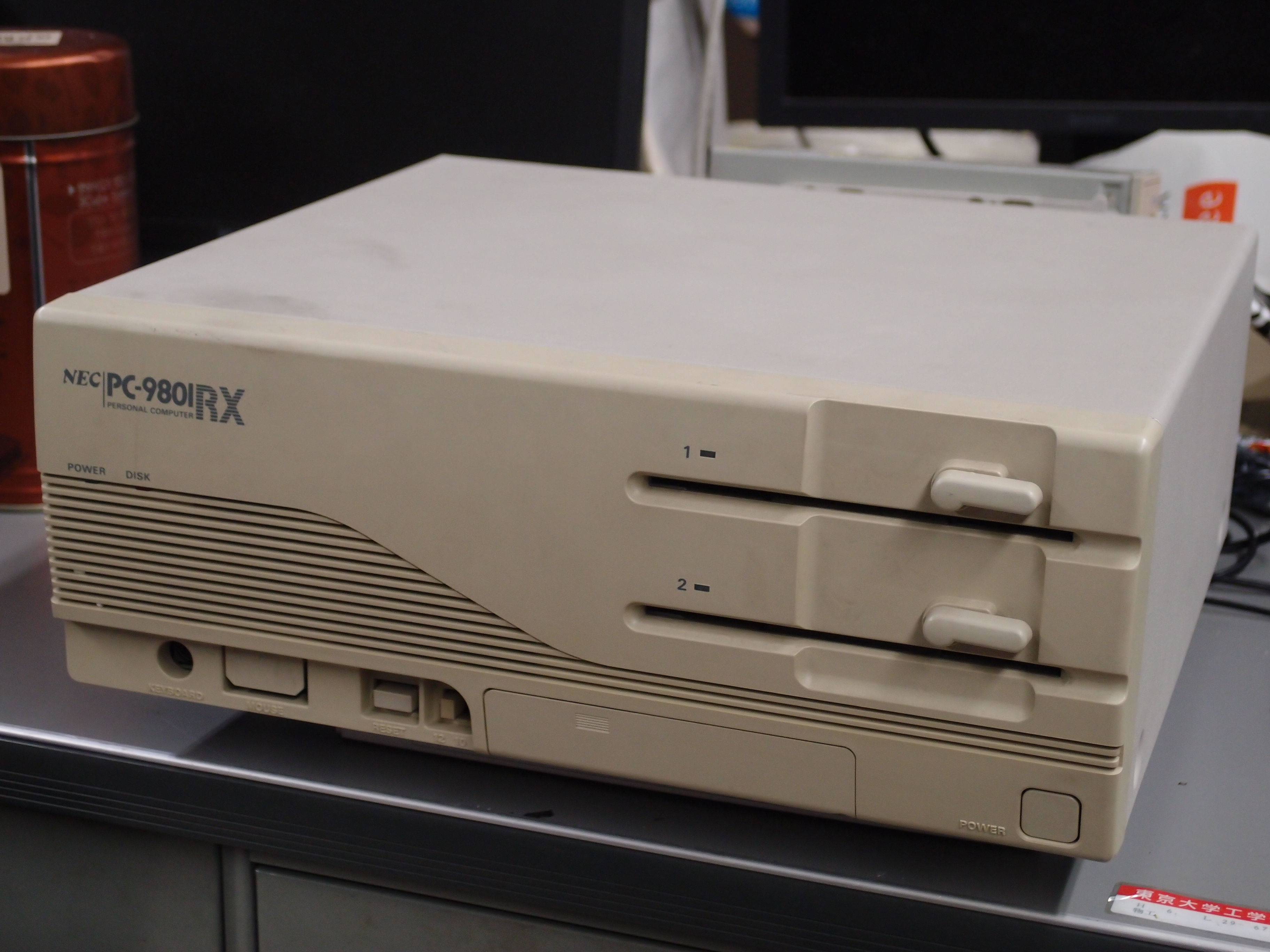
PC-9801RX

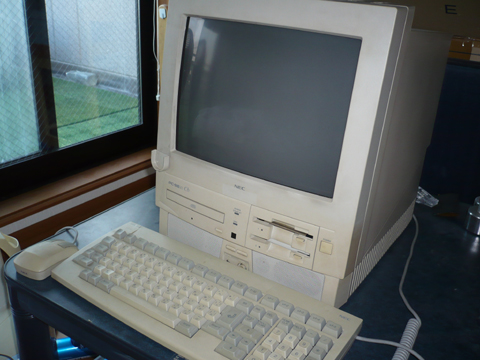
「CanBe」のPC9821Cb（初代）

同社製品は販売台数、扱いやすさ、普遍性などから、日本の代表的なパソコン製品シリーズだった。そのため研究開発の現場からビジネス、そして個人のホビーまで、そのユーザー層は幅広かった。シリーズ型番に共通して付く「PC」は「パーソナルコンピュータ」の略であり、当時「マイコン」「パーコン」とも呼ばれていたこれらの民生用コンピュータの呼称を「パソコン」に統一定着させる一因ともなった。当時は「パソコン」といえば「NEC（PC）」であり、それほどまでの影響力を持っていた。

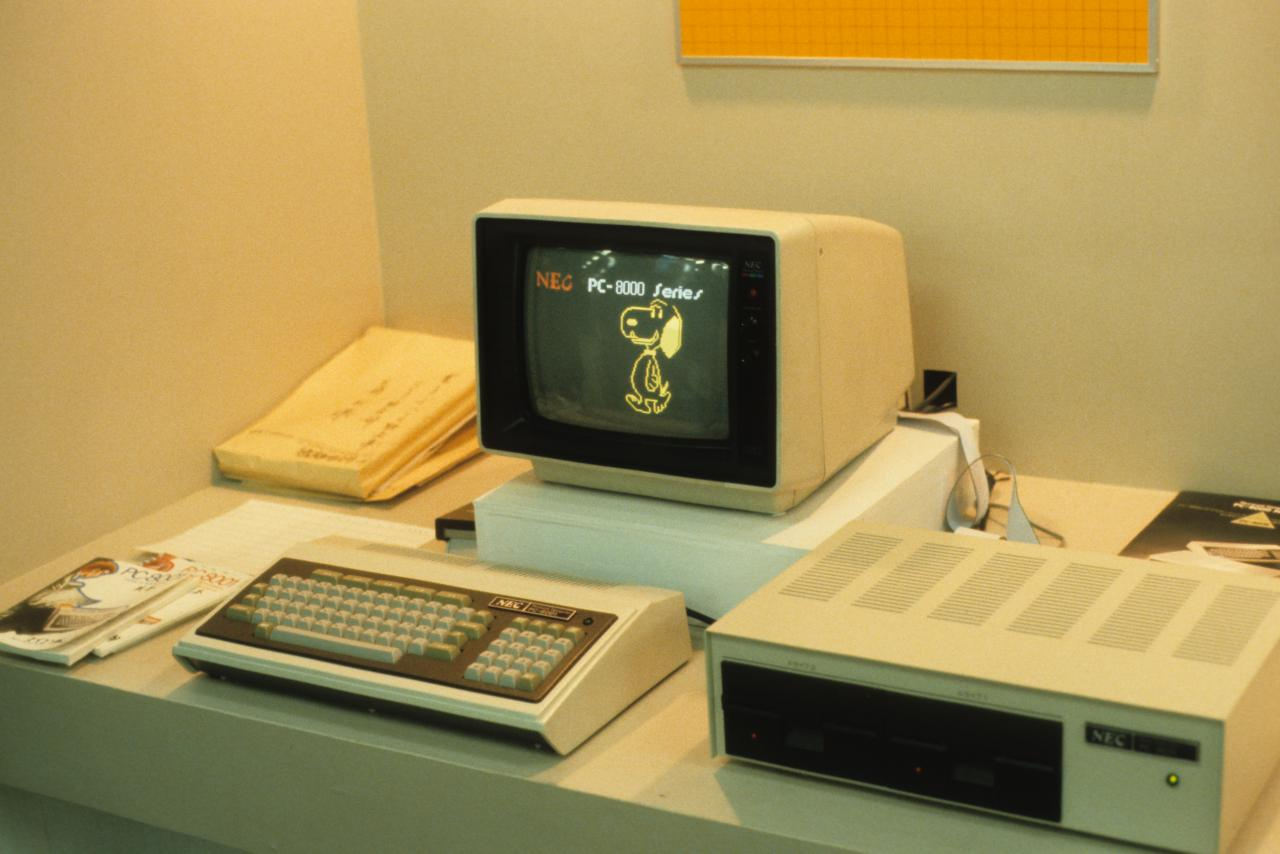
PC-8001とカラーディスプレイ、フロッピーディスクドライブ、拡張ユニットのビジネス向けシステムセット

PC-8000シリーズ
ホビーパソコンの先駈けとなったシリーズ。Z80Aを搭載し、当時としては性能の割に廉価を感じさせる製品だった。豊富な周辺機器と共に、ユーザーが競うように膨大な数のソフトウェアを開発したために、使用環境がどんどん切磋琢磨されていった。この製品のヒットは、日本の民間のパソコン普及、技術向上に多大な貢献を果たした。他社の競合製品が多数発売され、製品としての他社製品との性能比が魅力的でなくなってきてもなお売れ続けた。その後、グラフィックなどの性能を向上させたmkII、mkIISRなどの後継機が発売されたが、これらは実務・ホビー共にあまり人気は出ず、ユーザー層は8800シリーズや9800シリーズに移行していった。

PC-8800シリーズ
PC-8001と完全上位互換性を持ち、非常に多くのソフトウェア資産を誇った。初代は「当時市場のメイン機だったPC-8001の資産も使える、ビジネス向けの高級機」という位置付けで、のち、ホビーユースを視野に入れたmkII以降、グラフィックやサウンド性能の向上と共に、5インチフロッピーディスクドライブなど標準搭載し、以降続々と後継機を出していった。デザイン的には「ゴツい、大きい、角張っている」など初代のビジネス機のイメージが抜けきらない、とも評価されたが、この色と形が日本のパソコンの基本形ともなり、他社を含めて長く影響力を持ち続けた。同シリーズが市場で大きな力をつけ人気を博し、同シリーズがホビーユースがメインになってきた頃には（FEシリーズなどで）角の取れたデザインも採用されている。末期にはZ80Aをエミュレーションできる16ビット機、9800シリーズと8800シリーズを一体に内蔵した互換モデル、CD-ROMを搭載した縦型据え置き（ミニタワー型）なども発売された。

PC-6000シリーズ/PC-6600シリーズ
上記8000番台とは別に、NEC子会社であった新日本電気株式会社が開発したシリーズである。「パピコン」の通称で知られた初代であるPC-6001は低価格ホビーパソコンの先駈けとなった機種で、すがやみつるのパソコン入門漫画「こんにちはマイコン」の教材ともなった。家庭用テレビに接続することを前提に開発され、8001の下位互換的な位置付けながらも、8色のカラー表示、ひらがな表示、三重和音も可能なPSG音源、ジョイスティックインターフェース標準搭載など、当初からホビー用途を狙って開発された製品である。初代の特徴である局面的なデザイン、キーボードがオレンジ色かつキートップの間に隙間のある特殊なデザインは、同機種ユーザに対する揶揄の対象ともなった。後継機であるPC-6001MkIIでは直線的な、一般的なホビーパソコン然としたデザインとなり5000円の値下げ、イメージキャラクターとして武田鉄矢を起用し、すがやみつる著の「こんにちはマイコン2」の教材となった。「またしても、進歩はNECから。」「飛びぬけて新発売」のキャッチコピー通り、オプションだった音声合成LSIを標準搭載し、史上初の「喋るパソコン」となった。価格は5000円上がったものの、表示周りの強化、ならびに、音声合成で音程を取れ、すなわち唄うことができるなどの機能強化をしたPC-6001mkIISRが最後のモデルとなった。このSRは再び局面的なデザインを採用しているが、後述されるPC-6601SRと同時期発売だったため、市場で目立つことができなかった。
6600シリーズは6000シリーズに対し、片面倍密度の3.5インチフロッピーディスクドライブを搭載し、音声合成により「歌う」ことが可能になった上位機種としてのシリーズである。しかし本来は家庭ホビー用途を狙っていた路線のはずがディスクドライブ搭載のため価格上昇し、位置付けが中途半端となってしまった。後継機としてPC-6601SRが発売された。キャッチフレーズは「六本木パソコン」、愛称が「Mr.PC」。SRのデザインはセパレート型になり、TVとの連携、赤、黒の本体カラーバリエーションなど、リビングに置く事を意識したデザインとなった。しかし価格に対する性能、アプリケーションの供給量などから、ヒット作とはならず、6000シリーズとともに姿を消した。
これは8ビットパソコンの市場が終焉していく波のひとつであり、同社のメインストリームも16ビット/32ビットパソコンに移行して行く。

PC-9800シリーズ
“98”と略されていた。本来は事務機器などに向けて製造されていたが、8ビットパソコンに継続してホビーパソコンの高性能化競争が起きた際に、同社はこの9800シリーズをベースとした機種で対抗していった。シャープのX68000、富士通のFM TOWNSなどのライバルは98の前に有力な対抗馬とはなれず、9800シリーズは国内メーカー製コンピュータの最大勢力として君臨を続けた。
やがてWindows 3.0とともに日本国外メーカー製のPC/AT機が低価格を武器に進出をはじめたが、その採用CPUや、設計から、Windowsのプラットホームとしても利用できたPC-9800シリーズを更にWindowsの実行に最適化したPC-9821シリーズにモデルチェンジし、Windowsでの動作を中心としながらも独自の設計を継承していった。9821シリーズには派生の、マルチメディア機能に特化した家庭用パーソナルコンピュータのシリーズ「98MULTi CanBe」もあった。
Windows 95の発売とともにPC/AT機の時代がやってくるまで、98シリーズはNECの、日本のPCを代表するパソコンであり、ビジネスからホビーまでの幅広いニーズに応えた。ハードウェアの差異をシステムが吸収するWindowsの台頭は、多くのハードウェアで同じソフトウェアが動作する環境を構築した反面、量産効果から、独自設計のハードウェアを追いやる形となり、結果として、PC/AT互換機を中心としたWindows環境に世間は移っていった。NEC自身もPC/AT互換機をベースとしたハードウェアの販売を開始し、その役割を終えた。

##### EPSON

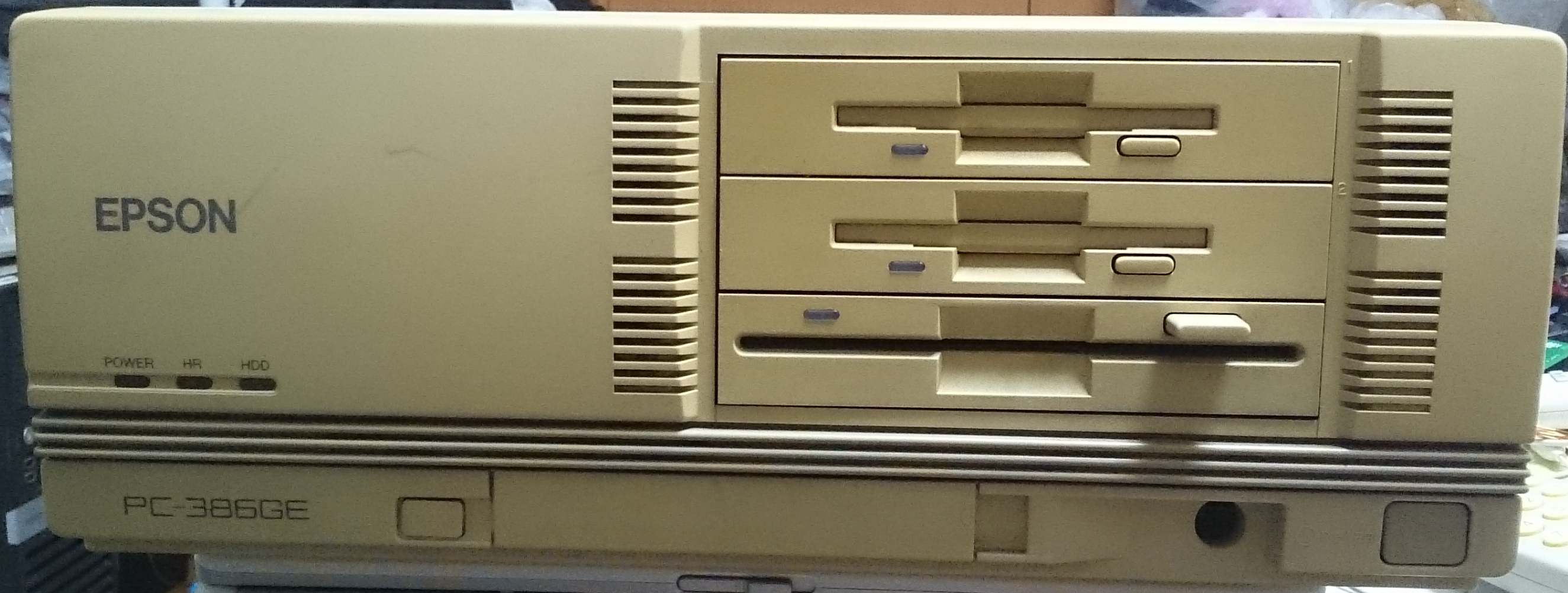
NEC PC-H98 シリーズ相当のEPSON PC-386GE

EPSON PCシリーズ
セイコーエプソン社もまた、PC市場に参入してはいたが、それらの製品は販売上の不振に終わり、アメリカ国内で1984年にIBM-PC互換機を発売し成功していた。1987年4月、日本国内でNECのPC-9800互換のPC「PC-286」を発売した。その後も9800互換機を、初期はNECより少し安い価格で、後期はNECに無い拡張機能などの工夫をこらしつつ、Windows 95が発売される1995年初頭まで発売した。

#### 富士通

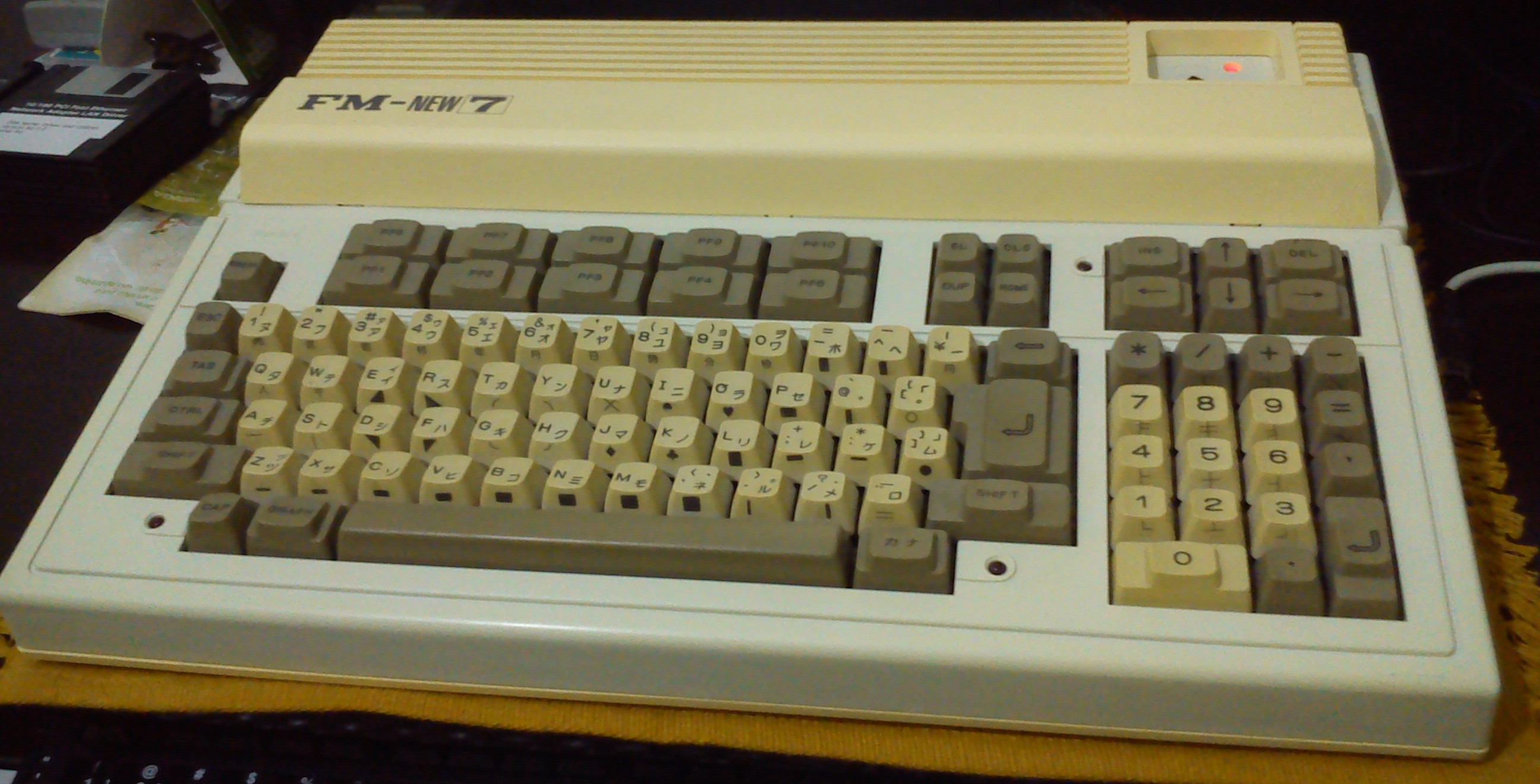
FM-New7

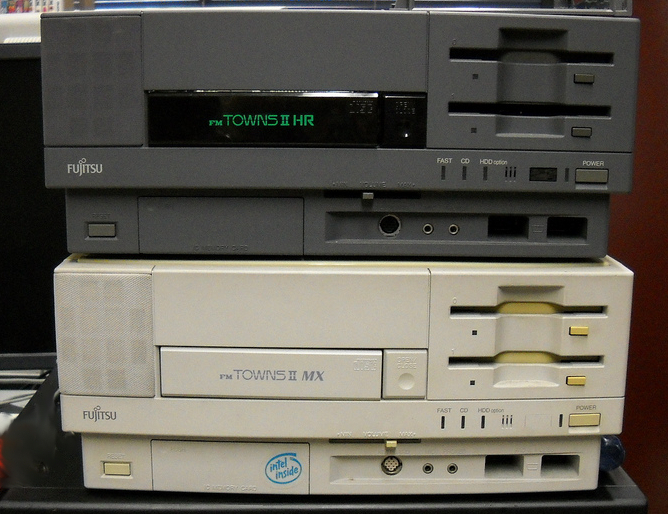
FM TOWNS II HR (上) / MX (下)

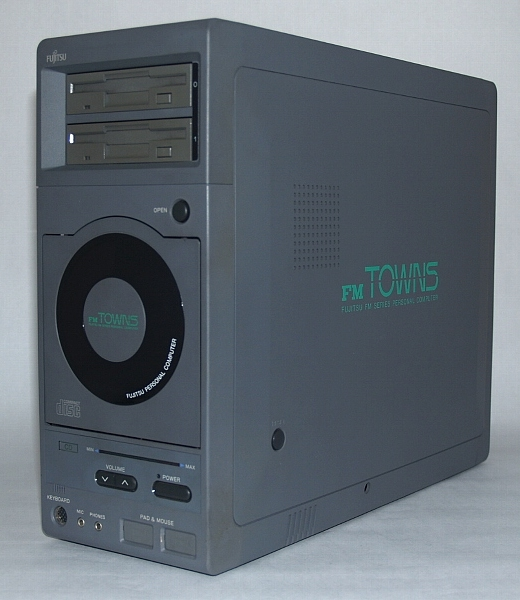
FM TOWNS 2F

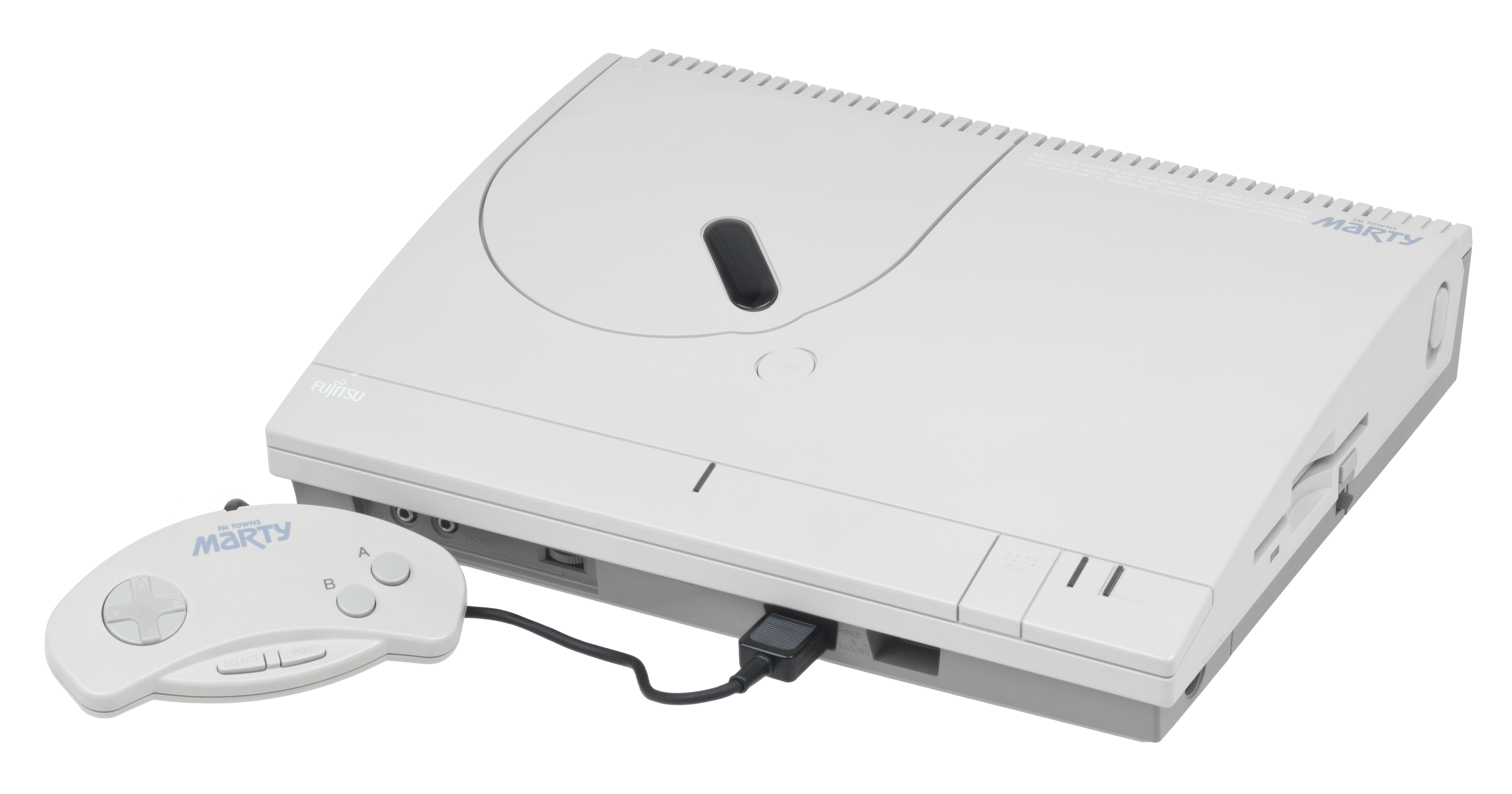
FM TOWNS マーティー

FM-8/FM-7シリーズ/FM-77シリーズ
1981年に高性能かつ超低価格として衝撃的な登場となったFM-8から一貫して互換性を保ち続け、豊富なソフトウェア資産を誇っていた。CPUをメインと、画像、周辺機器制御の一部を担う2つ搭載する贅沢な設計や、テキストVRAMを持たず、キースキャンが一部キー以外は押下以外を検出出来ないなどの特徴がある。のちには、一般にはあまり利用されないI/Oポート面での互換性維持が祟って、他社製品に今一歩及ばなくなってしまったものの、基本設計面での堅実さは一定の評価を得ていたとされる。FM-8の廉価版と言われつつ、各種機能を向上させ、同時代の競合他社機種より廉価でかつ性能が高かったFM-7を経て、ややハードウェアを簡略化したコストダウン機種のFM-NEW7を発売した。同時期にはそれまでのカセットテープに替わり、フロッピーディスクがソフトウェア媒体として標準的地位を得てきたため、次に3.5インチフロッピーディスクドライブ標準装備の77シリーズを発売した。また後のAVシリーズではホームユースの可能性を探り、“表示機能の大幅強化による画像キャプチャ機能”なども提供されるようになり、より「娯楽のためのコンピュータ」としての性格を強めていった。「総、天、然、ショック。」というコピーと共に発売されたFM77AVは320×200ドットではあるが4096色が同時発色でき、MIDI音源も使用でき、その上でライバルのNEC商品などより低価格を打ち出したが、主流となりつつあったNECの人気を崩すまでには至らなかった。

FM TOWNSシリーズ
8ビットパソコン終焉とともに同社が打ち出した32ビットパソコン。ビデオ性能を強化したり、CD-ROMドライブを搭載するなど、ゲーム用途を強く意識した製品となった。その結果全体的な価格上昇を避けられなくなり、ややホビーパソコンとしては高価に成り過ぎたきらいもある。1993年にはインターフェイスを大幅に簡略化して低価格なマルチメディアプレーヤーとしたFM TOWNS マーティーも登場したが、この頃には独自仕様のホビーパソコンという市場も終息に向かいつつあり、同社もFMVシリーズなどPC/AT互換パソコンに移行していった。

#### シャープ

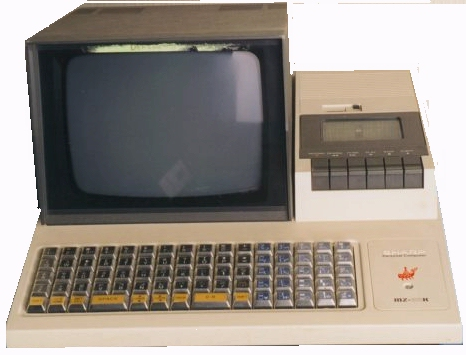
MZ-80K

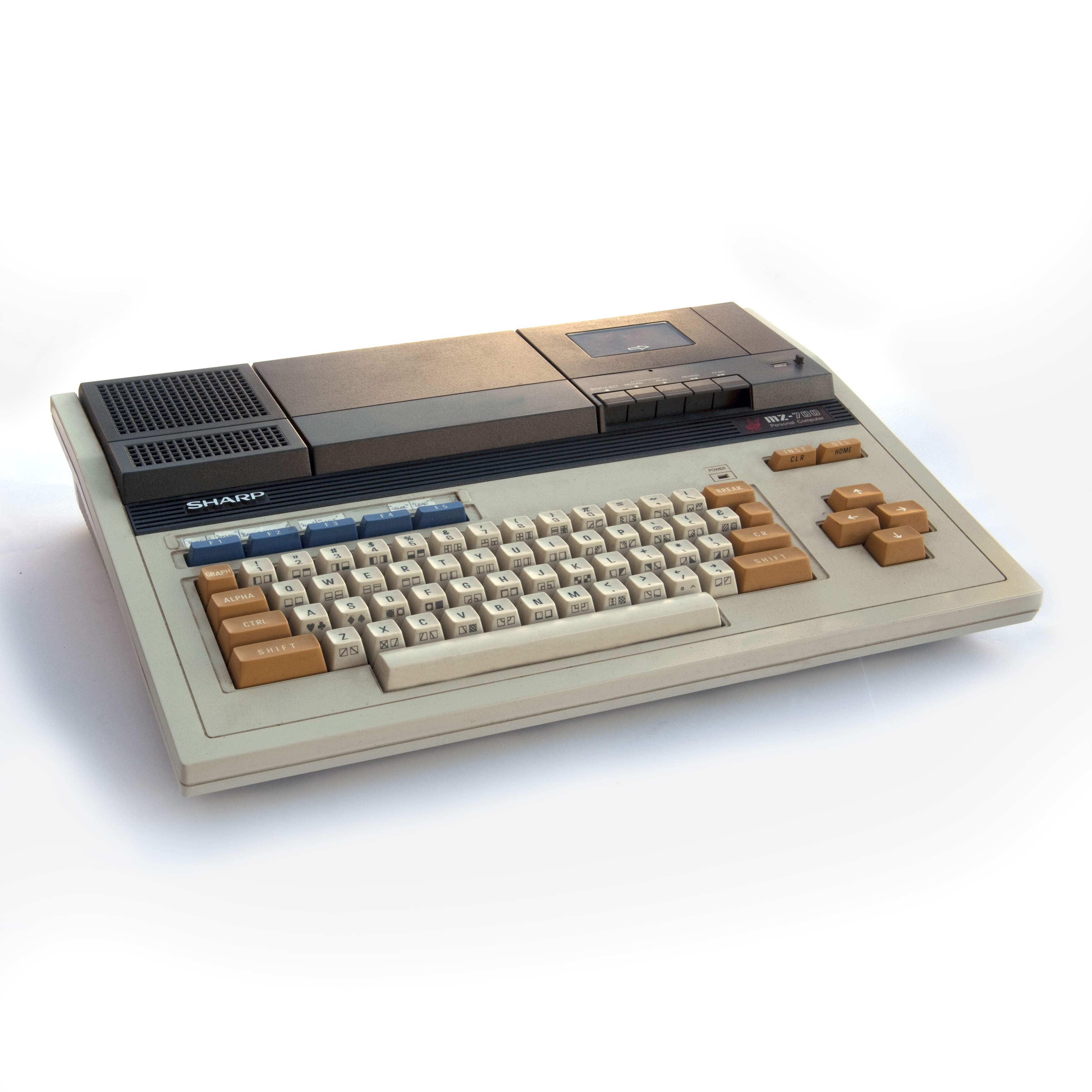
MZ-700（MZ-721）

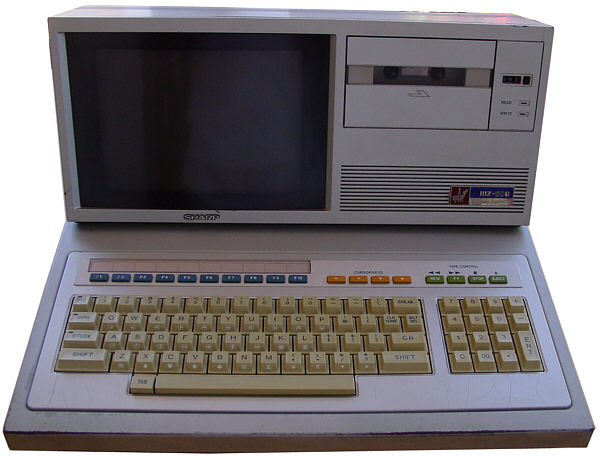
MZ-80B

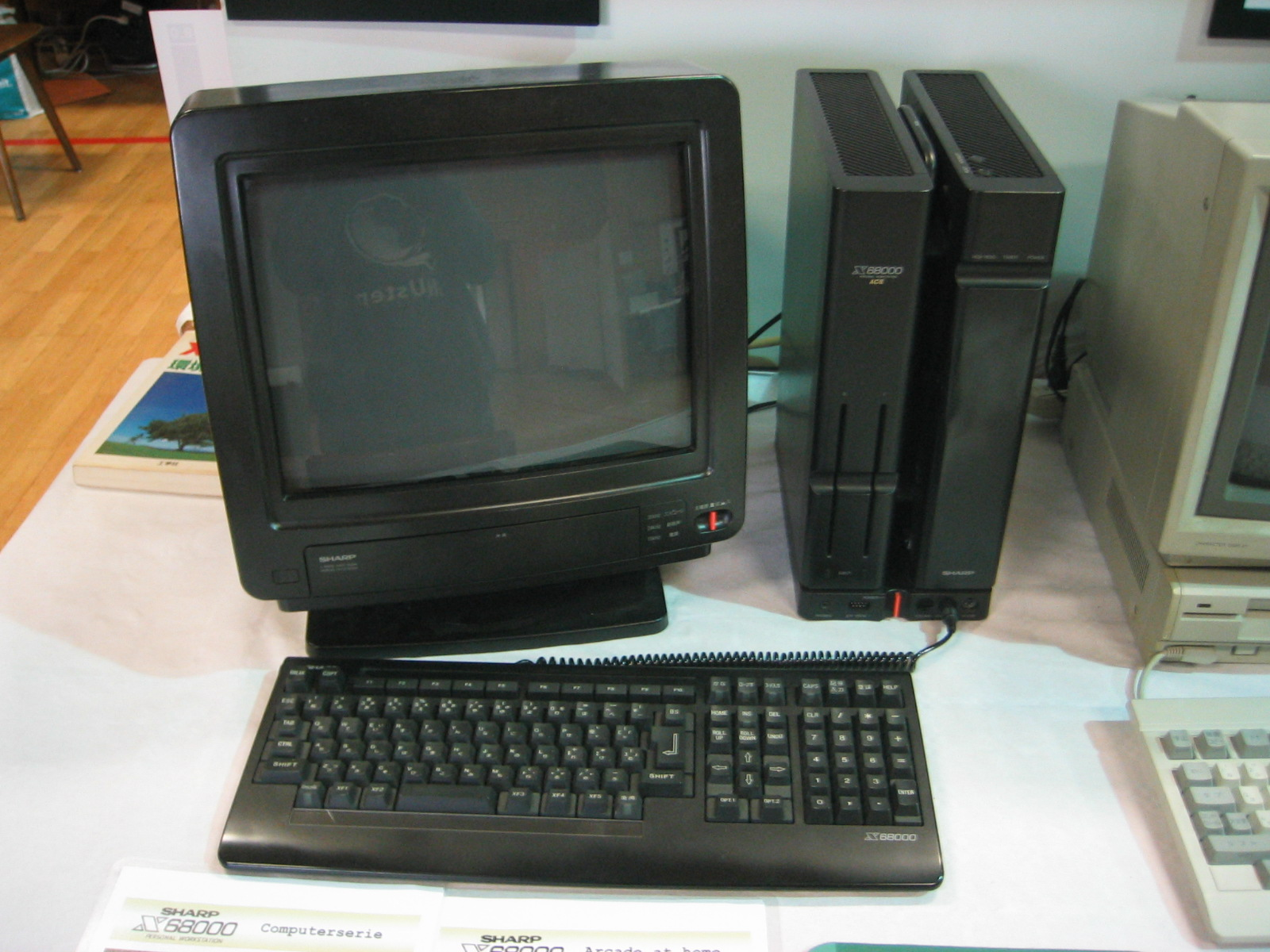
X68000 ACE（1988年）

MZシリーズ
シャープ製パソコンの先駆となった製品。システムを予めROMとして本体に搭載していた機種が多かった時代にクリーン思想に基づき、そのシステムのメイン部分を二次記憶装置から読み込むため、他社製品より（BASICの）起動までが遅いことが難点とされた。ROMとして固定されるメモリ空間が少なく、システムとしてのソフトウェア的に柔軟な運用を可能としていた他、他社製品には見られない独特なデザイン、並びに、初代のMZ-80Kの設計が周辺装置による割り込み、バス調停により足を引っ張らないことにより実効速度が相対的に高速であったことなども相まって、現代でも過去の優れたPCとして評価が高い。
同じ「MZ」の型番であっても、事業部の再編、出自の違いなどから、数系統に分かれ、別系統の機種との互換性はBASICコンバータが一部用意されている程度でほぼ無い。
組み立てキットであるMZ-40Kを祖とするMZ-80K/C/1200シリーズの初代機であるMZ-80Kは半完成キットとして発売され、キーボードもそれまでのワンボードマイコン然としたものであり、後年の“ホビーパソコン”と言われる位置までは到達していなかった。顔マークなどの豊富なキャラクタグラフィックパターンを駆使し、高速動作するアクションゲーム等を得意としていたが、本体のみでは精細なグラフィック表現はできなかった。サードパーティ提供のPCGを使用したゲームも多数発売された。
同シリーズ後継のMZ-700/1500シリーズは、よりホビー用途を意識し、ディスプレイを別売にしてコストを下げる一方で、矢印キーを独立させたキー配置でゲームを遊びやすくする配慮が見られた。
MZ-700はテキスト画面でキャラクタの文字色と背景色を文字単位で設定でき、ピクセル単位での描画はできないものの、キャラクタグラフィックスベースでのカラフルなゲームも作られた。本体のバリエーションは、内蔵のプリンタやカセットレコーダーの付属の有無が選べた。さらにMZ-1500は後述のX1シリーズにも搭載されていたPCG機能や3重和音のPSGを2つ搭載し、表現力を向上させた。
MZ-80Kの系統より分岐したMZ-80Bは本体にはIPLのみを実装し、クリーン設計を推し進めた他、オプション扱いであるものの、従来機種が持っていなかったピクセル単位でのグラフィックス表現がグリーンモニターではあるものの、可能になった。翌年、最初からグラフィック用V-RAMを搭載したMZ-80B2が発売された。ビジネス向けの高級機として発売された系譜であったが、2000/2200以降はオプションの追加で他社の同世代機種と同様の640×200ドット・8色カラーのグラフィック機能を実現できたため、他機種からの移植または同時開発という形でゲームソフトも一定数発売されていた。
コンシューマ向けMZシリーズの最終形となるMZ-2500では、それまでのMZシリーズやライバル機種の特徴をほぼすべて取り込み、6MHz駆動のZ80B CPU、最大320×200ドット256色カラーまたは640×400ドット16色カラーのグラフィックとハードウェアスムーススクロール機能、PCGによるキャラクタグラフィック、FM音源（ヤマハOPN）による多重和音サウンド機能、3.5インチフロッピーディスク、アタリ互換のジョイスティックポート等、高度なホビー向けの機能を搭載していた。当時電波新聞社からいろいろな機種向けに移植発売されていた人気アーケードゲーム「ゼビウス」でも、MZ-2500版が8ビットパソコン中最高の完成度を誇っていた。
しかし MZ-2500が発売されるころにはすでに8ビットパソコンの趨勢はPC-88シリーズへ傾いており、社内でもX1シリーズがすでにホビーパソコンとしての地位を確立しはじめていたため、MZシリーズはホビーパソコンから次第に業務用パソコンのAXシリーズへと移行してゆくこととなった。
また、シリーズを通じてユーザが市販ソフトを購入せずに自作する、あるいは書籍に掲載されたソースコードを入力して楽しむという傾向が強かったため、ソフト会社によっては MZ 版の製作を回避していたこともあり、それ故にユーザが市販ソフトに頼らなくなってゆくという循環構造も見受けられた。

X1シリーズ
同社のMZシリーズとは別に、シャープテレビ事業部が発売した、家庭向けを意識し、チャンネル制御、画像取り込みや、合成などテレビ受像機との連携を考慮して設計された製品である。長らく世代交代を続け、ホビーパソコンの中でも華やかな印象があった。同社製品であるMZシリーズとも競合し、MZシリーズがビジネス用途方面に転換していくきっかけともなった。
標準搭載されたPCGによるカラーキャラクタグラフィックを活かしたゲームが発売当初から多数発売された。アタリ互換のジョイスティックポートも標準装備していたため、特にアクション・シューティング系統に強く、X1Gでは、ファミリーコンピュータに似た配列のジョイカードを標準添付していた。
他社ライバル機種がFM音源を搭載し始めたのに対応してシャープもX1向けYM2151を採用したFM音源ボードを発売。左右にパンポットを振ることが出来る8重和音は、他の標準音源よりも強力なものであったが、ミキサの類は内蔵されておらず、標準音源として内蔵されるのはturboZ以降である。
上位機種としてX1turboシリーズが発売されたが、その後X1シリーズとしての最終機種となったX1twinには、電源と映像出力のみ共有し、切り替えて使用する形式ながら、HE-SYSTEM、いわゆるPCエンジンを内蔵した機種も存在している。

X68000シリーズ
X1シリーズの後継として発表された X68000 シリーズは、プラットフォームを一新してX1のホビー志向を突き詰めた思想で開発された。
CPUには、16ビット（内部レジスタ32ビット）であるMC68000が採用され、メインメモリは1MB以上搭載された。
最大65,536色のグラフィックとスプライト機能、同時発声8音のFM音源+ ADPCM によるサウンド等、表現力は当時の他機種を圧倒していた。初代機に「グラディウス」が標準添付（バンドル）されていたことも、同機種の位置付けを確たるものとしていた。一方で、解像度の向上などから、X1シリーズの特色であるテレビとの連携は次第に薄れていった。
とくにアーケードゲームの移植作品が多数発売されたほか、性能を活かした独自色の強いゲームも多数発売された。
圧倒的に趣味・娯楽等のホビーユースに強い反面、実務面ではこの当時、既にPC-9800シリーズが日本におけるビジネス向けパソコンのデファクトスタンダードとして納まっていた背景もあり、オフィス系（実務・応用）アプリケーションへの対応状況などは比例して乏しい一面もあった。
市販ソフト以外でも、有志によりサウンドやグラフィック能力を極限まで引き出すドライバや、ゲームが開発されたり、自作拡張ボードを搭載して機能拡張したり等、パソコン通信時代の隆盛もあいまってユーザコミュニティ活動も活発におこなわれた。今日でも根強い愛好者がいる。

#### 日立製作所
ベーシックマスターシリーズ
日本初の「ワンボードではない筐体を持った個人ユース・家庭用のパソコン」とも言われる。日本初とも言われるその製品が、日立のコンピュータ部門ではなく、テレビ部門による開発であることが「ホビーパソコン」というジャンルを明快に表している。当初の基本性能は簡略であり、当時はまだ高価だった電子部品を減らすことでコストダウンを図った。拡張性の高さを兼ね備え、その拡張性で各々のユーザーに対応しようとした機種である。発売時期が早かったこともあって、発売当時、物珍しさも手伝って売上を伸ばした。その後もモデルチェンジを繰り返し、ベーシックマスターレベル3では日本初のひらがな標準表示を実現させ、日立製MSX規格製品の初代機であるMB-H1の翌年に発売された最終シリーズであるS1は、12個のカスタムLSIを備え究極の8ビット機の一つとする声もあるが、シェアとしては振るわず、MSX規格（後述）に一本化された。1983年3月公開の日本の劇場用アニメーション映画作品「クラッシャージョウ」において、同作の制作に関わったアニメーターである佐藤元の私物のベーシックマスターレベル3を用いて作られたCGが使用されている。

#### 東芝

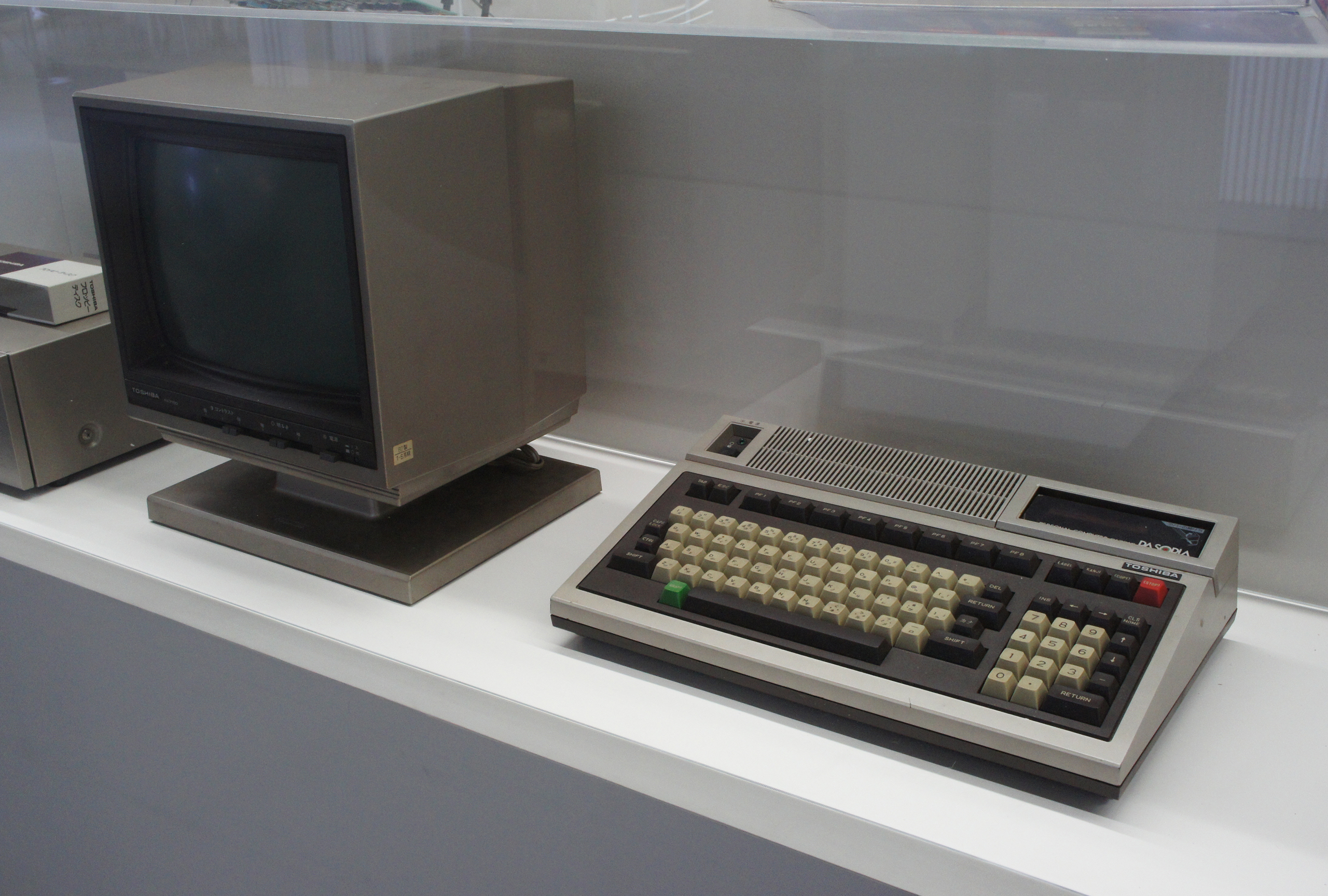
初代パソピア(PA7010)

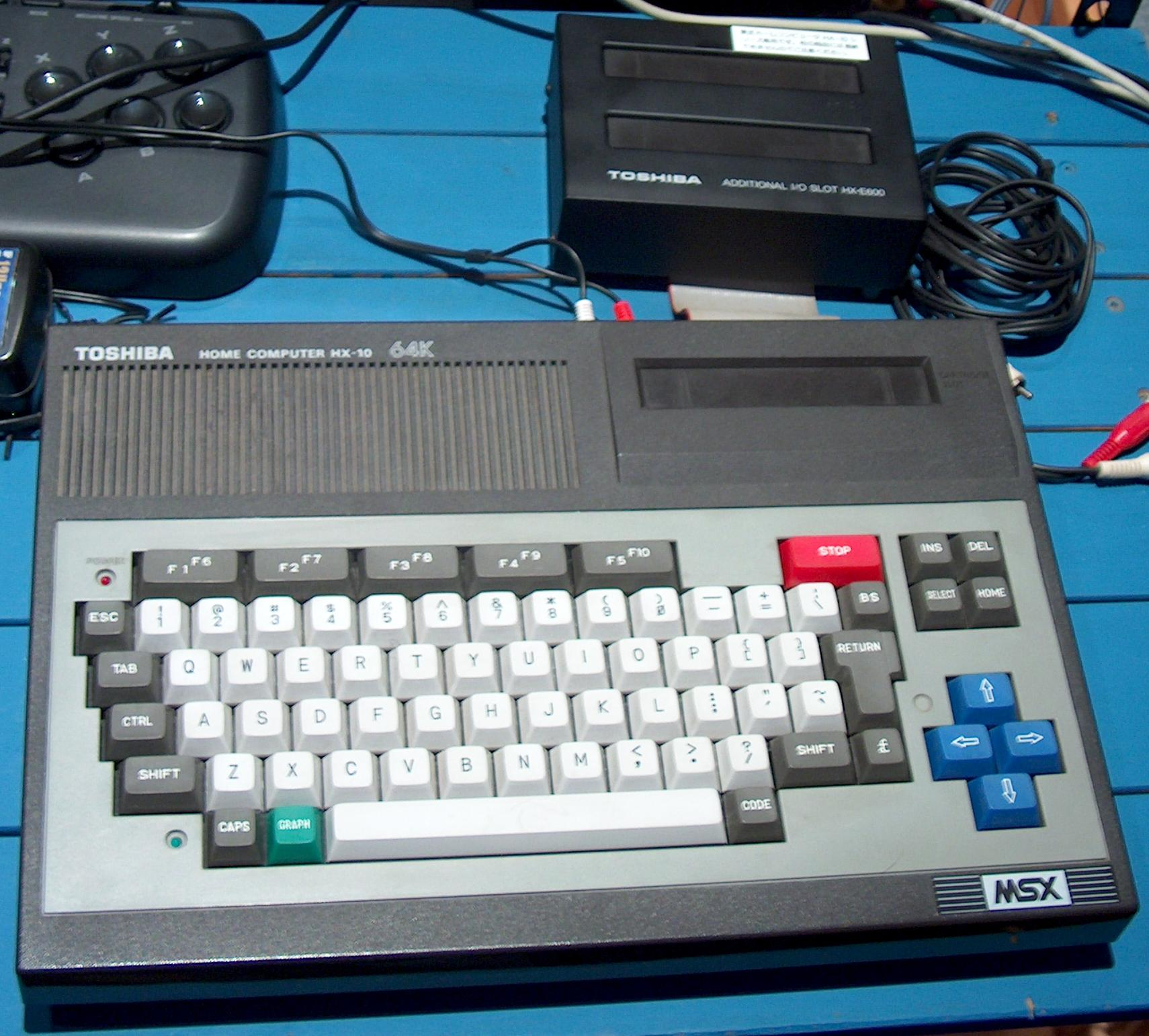
MSX規格のパソピアIQ HX-10

パソピア（後継機のパソピア7、パソピア5など）
1981年にZ80Aを搭載して発売された。当時のパソコンとしては標準的で、これといったセールスポイントもなかった。CMキャラクターに横山やすし・木村一八親子を起用して話題になった。83年発売の後継機「パソピア7」は他社に先駆けて六重和音を実装し、またキーボードのパネルが交換可能（赤、青、茶の三色が付属する）になっており、先進的なファッション性を持っていた。その後、7の廉価版（パソピア5、84年発売）や旺文社と組んだ家庭学習システム機（パソピア700）などの試行錯誤を経て、16ビット機に移行するが、東芝のホビーパソコンは MSX規格（後述）に移っていく。

#### 松下通信工業株式会社・電卓事業部（ナショナル）
JR-100
1981年11月発売。定価54,800円は発売当時の国産パソコンで最廉価の製品であり、カラー機能なし、グラフィック機能なし、文字はカタカナはおろか英小文字も非搭載、キーボードはゴム製など徹底したコストダウンが図られているが、それでもRAMを標準で16KB搭載しており、32文字分のPCG機能や単音ながら音程の変更が可能なブザーを搭載していたことからゲームは作りやすい環境にあった。価格性能比の良さから科学系雑誌のBASIC講座でターゲットマシンにされることもままあった。
JR-200
1982年末に79,800円で発売。JR-100で未搭載だったカラー機能や三重和音のサウンド機能などを搭載し、RAM容量も32KBに増強した上位モデルだが、JR-100との互換性がなく、これといったセールスポイントもなかったことからJR-100ほどの注目を浴びることはなかった。

#### ソニー
SMC-70
1982年発売。「ついに、ソニー。なるほど、ソニー。」というコピーで満を持して発売され、独自のBASICに加えてMS-DOS、CP/M、本体に3.5インチフロッピーを二基搭載するなど当時としては高スペックであった。しかし対応ソフトの少なさから大ヒット商品とはなれなかった。主である商品とは別に、AV機能を充実させた「SMC-70G」という派生型がある。

SMC-777/SMC-777C
1983年発売。後述する性能の割には比較的廉価で発売された。3.5インチフロッピーディスク標準搭載。グラフィック性能が高く、テンキーではなくホビーを意識した大きなカーソルキーがついていた。当時人気絶頂にあったアイドルの松田聖子をイメージキャラクターに採用して、「人々のHitBit」というCMキャッチコピーを採用し、またいち早くDTMに着目し、PSG8オクターブ三重和音を鳴らすことができ、標準でDTMのソフトが付属していた。DTM以外にもゲームなどのディスクが附属しており、買った直後から楽しむことができた。BASICは本体内に無く、ディスクから読み込まねばならなかった。他の電化製品で業績を支えられるという総合家電メーカーとしての強みもあって、投入直後から人気アイドルをCMに起用したりブローダーバンド（『ロードランナー』、『チョップリフター』ete.）など日本国外ソフトウェアメーカーを引っ張り込む形でソフトウェア資産を増やした。SONYが版権を持つキャラクターを使用したゲームも制作された。また販売チャンネルに電器店なども利用し、田舎の電器店の店先にパソコンがあるという光景を産んだ。ただし、日本国内ソフトウェアメーカーが同機種向けに人気ソフトウェアを余り発売しなかったこともあり、ホビーユース市場での評価は今一つだった。しかしビデオ出力機能回りでは映像機器メーカーとしての同社の意地もあったのか充実しており、テロップエディターとして業務用映像機器の範疇にも利用され、こちらは暫く生き残った。同機種以降、同社は独自仕様パソコンを諦め、「HitBit」の名のみ持ったまま、MSXファミリーへの参加へと方向転換した。

#### トミー

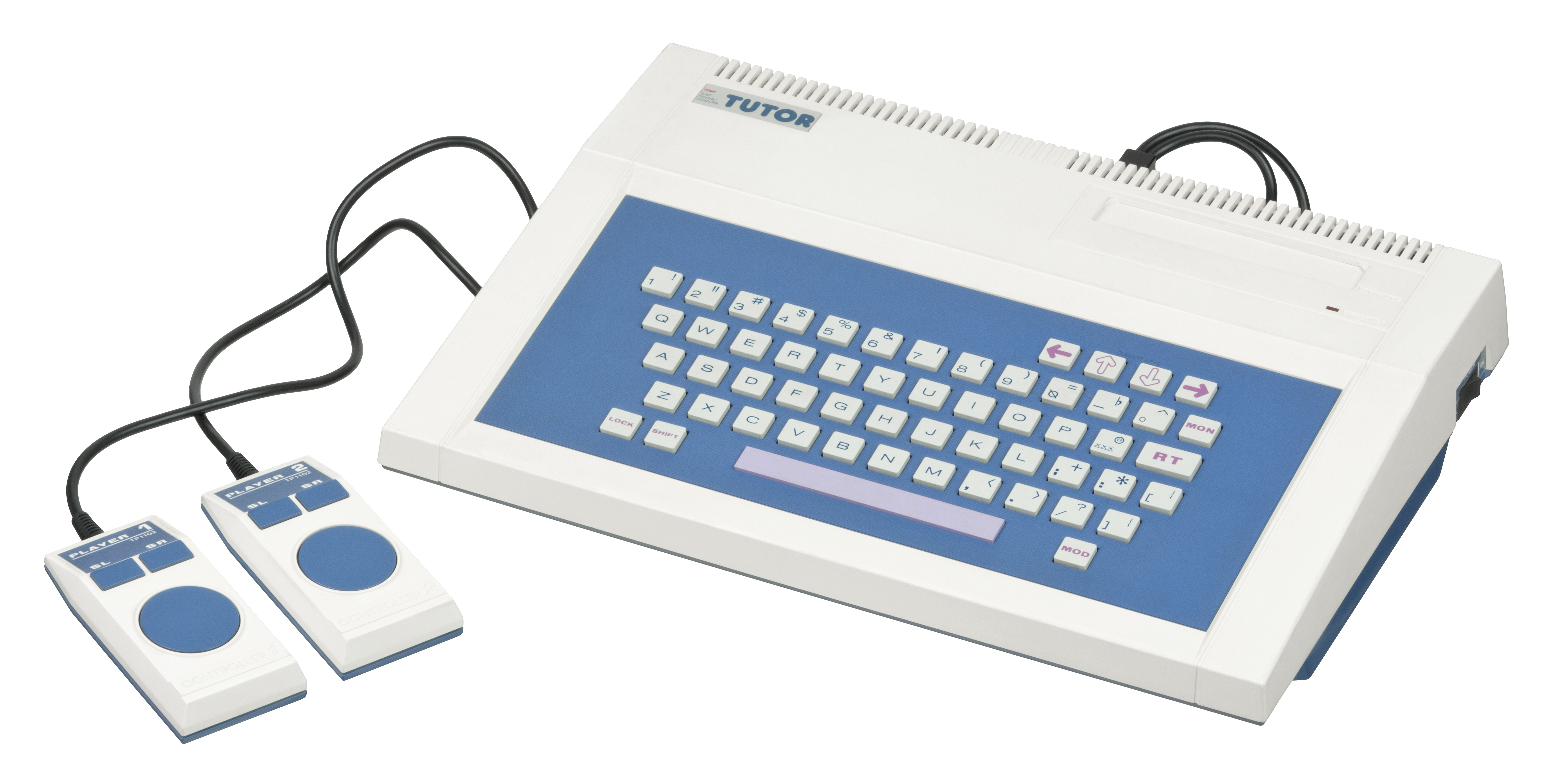
ぴゅう太
1982年発売。高性能な16ビットCPUを搭載、またゲーム機としても利用でき、異色の「日本語BASIC」を搭載するなど意欲的な製品だった。しかし発売元が玩具メーカーであり、日本語BASICの異色さや、ゴムのキーボードや筐体カラーリングなどの外見もあいまってか、「児童向け玩具の域を脱していない」と解釈され、低い評価しか与えられなかった。同社が自ら「パソコンて、過激なオモチャじゃ。」と宣伝していたという一面もある。販売チャンネルも他の電機・家電メーカーと異なり、玩具店ルートで流通していた。家庭用ゲーム機用途としては、付属のコントローラーの操作性がいまひとつだった、と評価される。後継機としてキーボード省略・ゲーム特化の「ぴゅう太Jr.」、プラスチックのキーボードに英語表記のBASIC（つまり通常のBASIC）を搭載した「ぴゅう太mk2」がある。

#### ソード（タカラ）

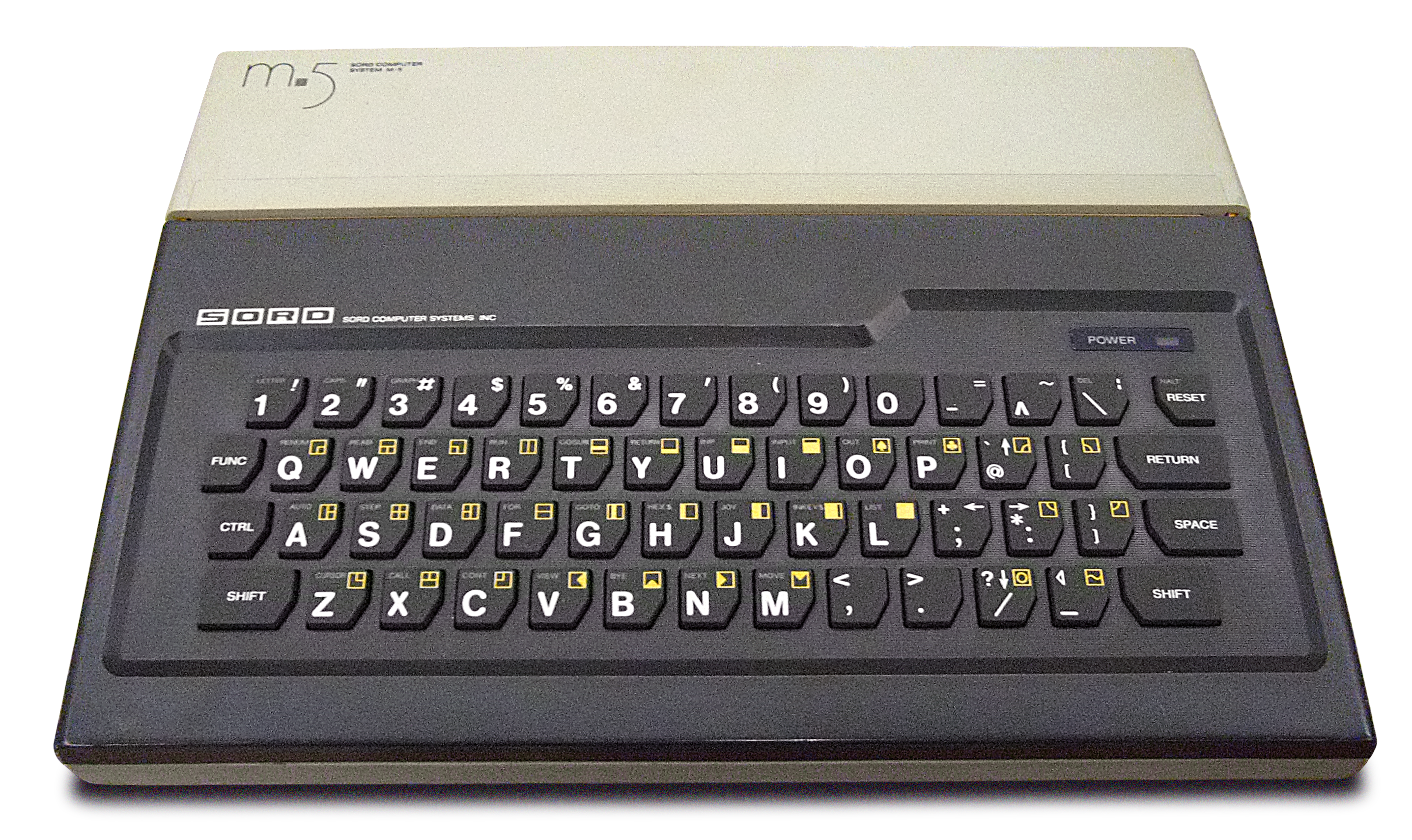
SORD M5

M5（タカラゲームパソコンM5）（M5 Jr.、M5 Pro）
1982年発売。本体がB5判サイズでコンパクトであった。イメージキャラクターは森尾由美。ゲーム用途のジョイパッドは別売。BASICは内蔵されておらず入門用BASICの「BASIC-I」カートリッジが付属した。当時としては意欲的な本体設計であり、周辺機器も多くラインナップされた。発売当初は月産1万台の勢いで初年度で10万台を売り上げたが、翌年、各社のMSXや任天堂社のファミリーコンピュータが発売されると失速し、付属品からBASICを省いた「M5 Pro」名義の廉価販売モデルや、さらに一部端子を省き、ACアダプタを内蔵させ、有線ジョイスティックを附属させた上でより廉価とした「M5 Jr.」と呼ばれる新型を出すも、1984年に撤退した。
当時人気のあったナムコやコナミのアーケードゲームが多数移植供給された。BASICやゲームはカートリッジや外部接続のカセットテープで提供された。互換性はないが、前述のセガ社のSC-3000はこのM5の設計が基になっているとされている。
M5の発売と同時に玩具メーカーのタカラにOEM供給され、「ゲームパソコン」として玩具店を販路とする販売がされた。こちらはホビーとしてのゲーム機を意識しジョイパッドが2個付属したが価格も1万円高かった。
Apple IIの様に各種仕様を公開したことから和製Apple IIとも呼ばれ、強力なゲーム開発用BASICである「BASIC-G」の存在もあり熱心なホビーユーザーの支持を得た。韓国ではゴールドスター（金星電子）がFC-150という名称で販売。また英国のCGL社製品などの互換機が販売され、英国や大人気となったチェコスロバキアをはじめ、スペイン、オランダ、ギリシャ、スウェーデン、ノルウェー、ニュージーランド、カナダ、デンマーク、シンガポール、香港などで販売された。

#### バンダイ
RX-78 GUNDAM
1983年発売。バンダイが、同社の看板商品である機動戦士ガンダムの主役級ロボット「RX-78 ガンダム」の形式番号から命名し、「この機体感。」というコピーで売り出した、会社として力の入った製品。家庭でゲームをする用途を見据え、ターゲットの青少年層にアピールするため、ガンダムを始めとした80年代ロボットアニメのような本体カラーをしている。ゲーム機としての捉え方だったため、専用のBS-BASICも別売りで提供された。BASICも含むソフトウェアは扱いが簡易なROMカートリッジで提供され、パソコンよりもセガのSC-3000等のように、よりゲーム機に近い設計になっていた。59800円のこの価格帯としては珍しく、漢字の表示に対応していた。バンダイ社の強みを存分に発揮した、ガンダムを舞台にしたゲームなど、子供の興味を引くであろう多数のゲームソフトと共に、親に対してはBASICを基本に、『トラベル英会話』などの学習ソフトやワープロ、グラフィックなどのソフトを発表するなどの販売戦略をとったがしかし、「玩具」としては当時59800円はやはり高額でもあり、前年のm5やぴゅう太、同年発売の29800円のSC-3000などがライバルとなり、販売実績は芳しくはなかった。「スポーティーに愉快に操作ができるジョイスティック」が別売。

#### セガ

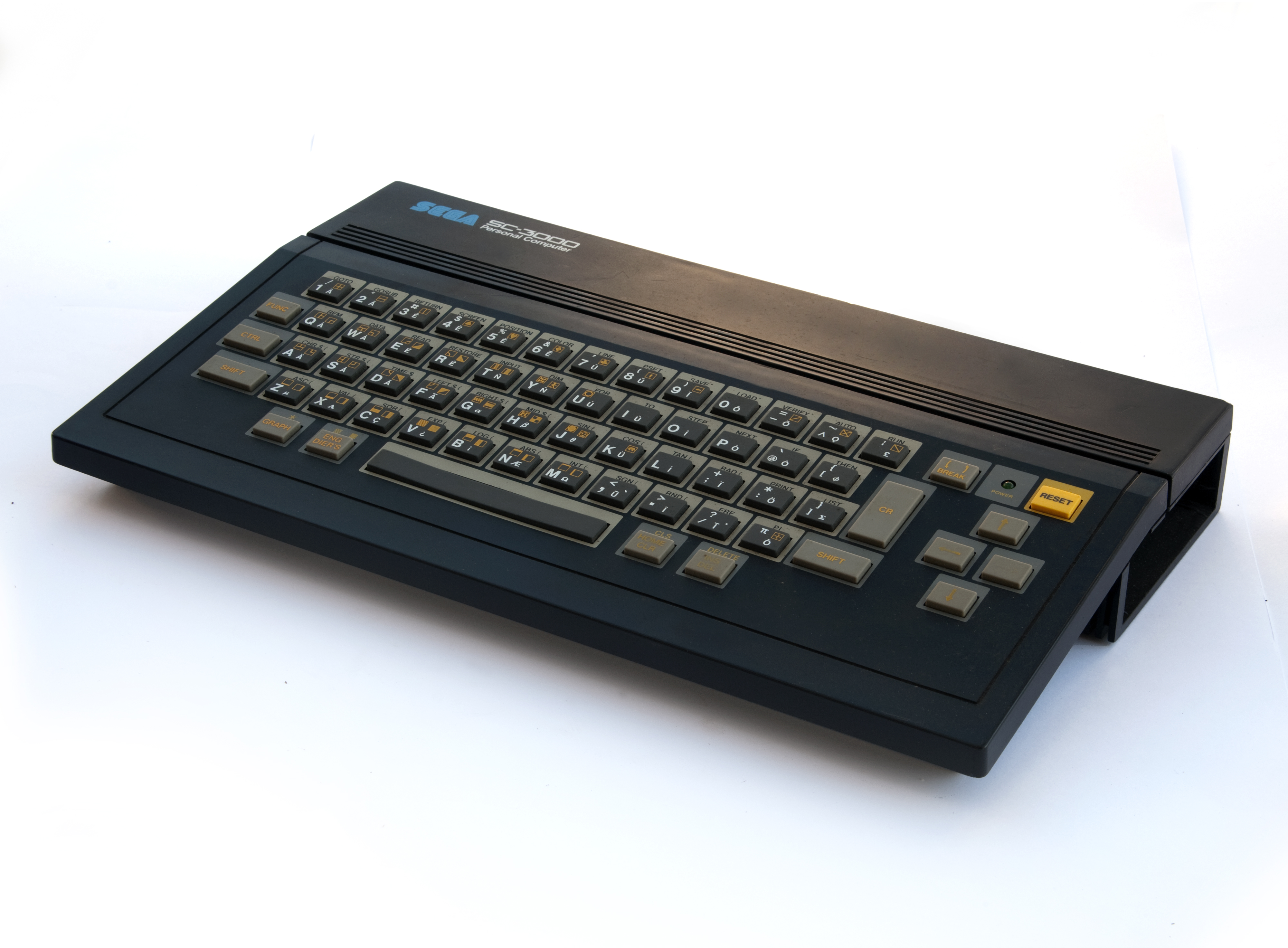
SC-3000

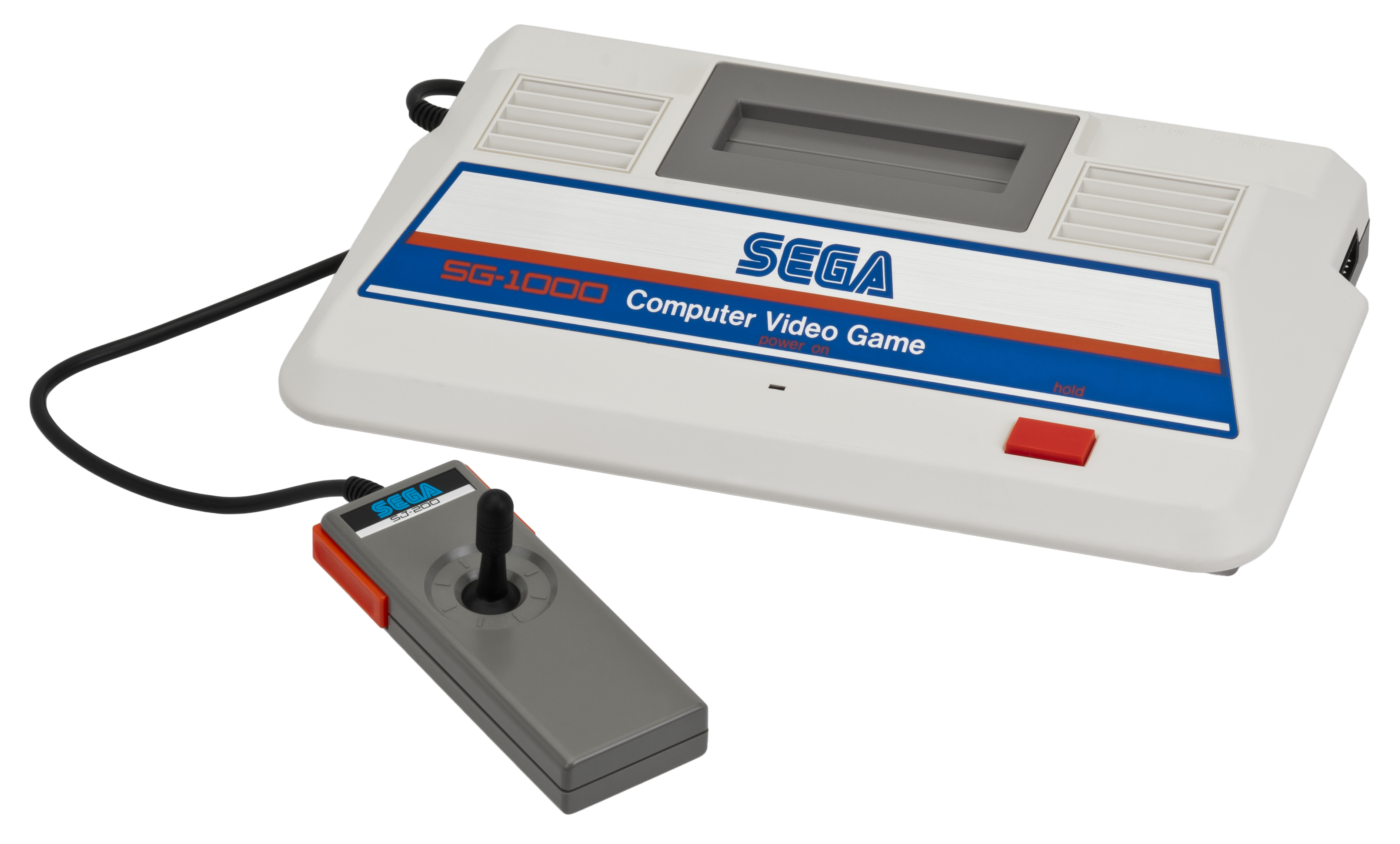
SG-1000（後期モデル）

SC-3000（SG-1000、SG-1000II）
1983年発売。若かりし頃のとんねるずがイメージキャラクター。下記ソード社M5やMSX1が基本設計の基にあるとされている。Z80を搭載するキーボード一体型コンピュータとして発売されたが、コンピューターとして使用するには別売のBASICカートリッジが必要。その後のセガの商品展開からゲーム専用機のイメージを受けるが、発売初期は教育ソフトが多数ラインナップされた他、ディスクドライブや通信機能、プリンタポートやRS-232Cシリアルポートを備えた拡張ボックス（スーパーコントロールステーション）が発売されるなど、本格的なパソコンとしてのハード展開もなされていた。SC-3000発売と同時にキーボードを廃したゲーム特化モデル「SG-1000」（オプションの専用キーボード（SK-1100）を接続するとSC-3000と同等になった）も発表された。SCは「Sega Computer」、SGは「Sega Games」の略である。
SG-1000はツクダオリジナル（オセロマルチビジョン）・パイオニア（SD-G5）から互換機も発売されている。セガは市場の求めるままに、即座に改良を加えたSC-3000HやSG-1000IIなどを発売し、各国の代理店を通じて海外でも展開されたが、以降、特に日本国内市場では振るわなかった。マークIII、マスターシステム、メガドライブと、互換性を廃したセガサターンの登場までその系譜は続いているが、時代の流れ通りそれはもはや「（ホビー）パソコン」ではなく、ゲーム専用筐体となっていた。SC-3000・SG-1000兄弟の発売日（1983年7月15日）と同日に発売されたのが、任天堂のゲーム専用機「ファミリーコンピュータ」であることも奇縁である。

#### カシオ
PV-2000
1983年発売。定価29,800円。通称「楽がき」。Z80を搭載し、BASICを内蔵した国産パソコンとしては当時最も廉価であり、販売対象として市販移植のゲームもしたいが、プログラミングもやってみたいというエンドユーザーを意識していた。パソコンとしては使用できない廉価版（ゲーム専用機）の「PV-1000」があり、性能はほぼ同等だが一部互換性がなく、ソフトウェアは別に供給されていた。ゲームソフトはカートリッジ形式で提供され、コナミ社やナムコ社のアーケードゲームが移植されていた。翌年にMSX仕様のPV-7を同価格で発売したことで、独自仕様のPV-2000は一年ほどで終焉した。

#### 任天堂

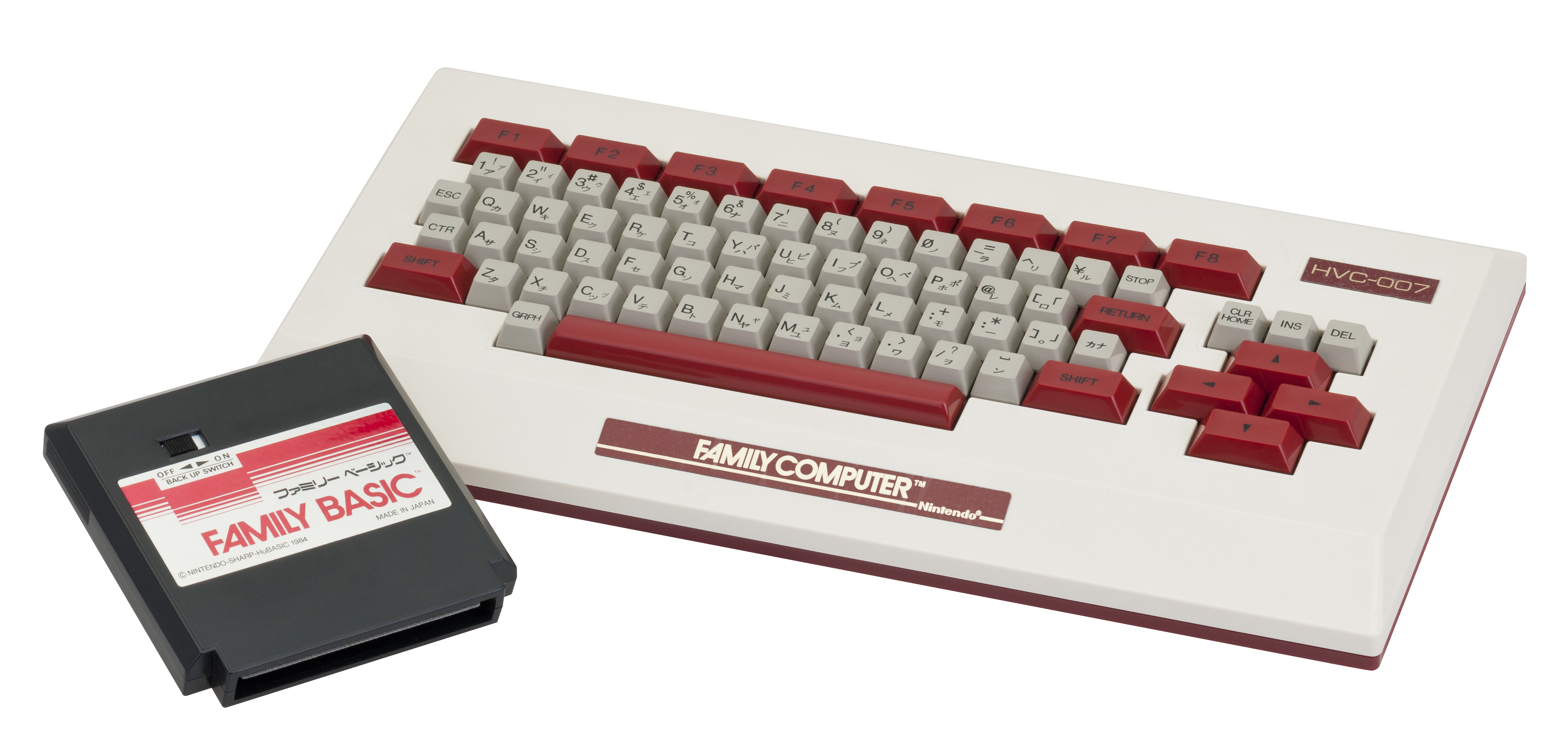
ファミリーベーシック セット

ファミリーベーシック
1984年発売。厳密には「ホビーパソコン」ではない。ゲーム専用筐体のファミリーコンピュータに、BASIC言語を搭載したカートリッジと専用キーボードを接続して使用する。プログラムの保存には乾電池によるバックアップもしくは、キーボードに接続する専用データレコーダか、民生品のカセットレコーダを必要とした。ハドソン社の「Hu-BASIC」を基本とした、ハドソン・SHARP・任天堂の共同開発によるNS-Hu BASICが動作する。整数を前提とした設計や、実行メモリの少なさ、使用できるキャラクタが固定という機能の限界（制限）もあり、このセット自体は爆発的大ヒットとはいかなかったが、ゲーム少年達がゲームの製作に興味を持ち、プログラミングを始めるよいきっかけとして機能した。マイナーチェンジされた幾つかの版のROMカートリッジと、内蔵インターフェイスを削除し、機能強化とユーザ空間の増設を行ったV3が存在する。MSXなどのゲームパソコンとは異なり、キーボードをゲーム用コントローラーの代用とすることはできない。

#### その他

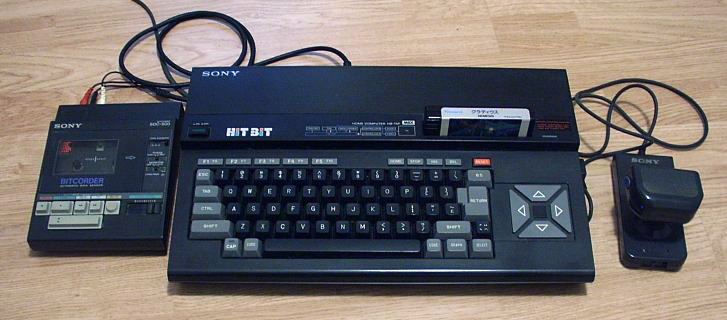
ソニー「HiT BiT」 HB-75

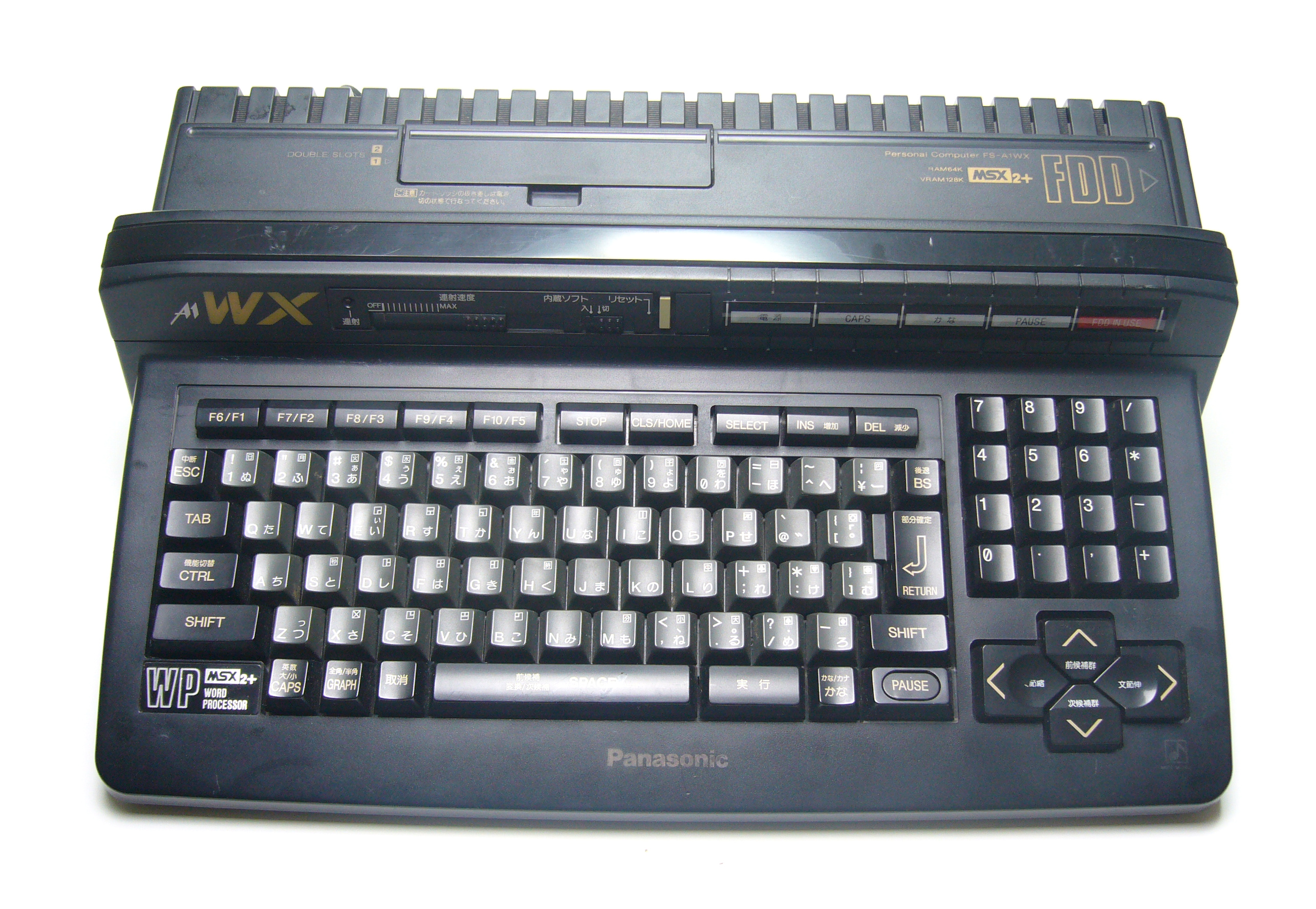
パナソニック FS-A1WX（MSX2+）

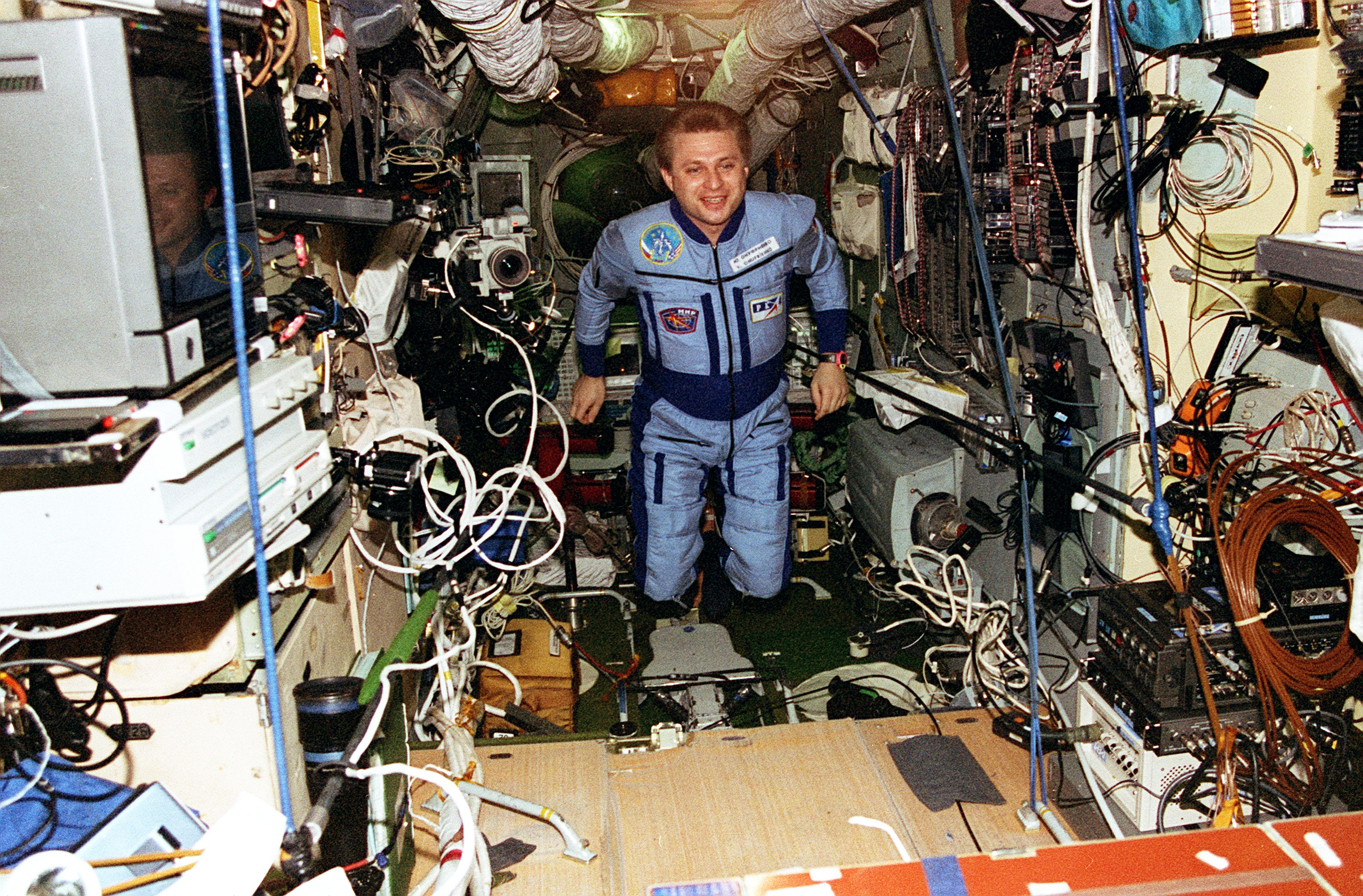
ミールのコアモジュール。左側の白い機材がHB-G900APと見られる（1996年3月）

各社のMSXファミリー
東芝・日立・ソニー・三洋といった家電メーカーや、富士通・カシオ計算機といったコンピュータメーカー、ヤマハなどのチップ生産に強いメーカーが結束し、さまざまな自社色を打ち出しながらもMSXの共通仕様で安価なホビーパソコンを発売していた。やがてMSX2などの上位規格に移行し、16ビットパソコンへと移行したが、同時代に勢力を伸ばし始めた家庭用ゲーム機に追い越される格好で姿を消した。
スーパーインポーズ機能を備えテロップエディターとして映像機器分野で生き残ったほか、規格が書籍としてドキュメント化されていること、ユーザ数が多いことなどから、ユーザベースで各種インターフェイスや、音声、映像の拡張機器、拡張メモリなどが、開発、頒布されることもあった。2000年代に入っても熱狂的な愛好者層も存在し、エミュレータの開発やワンチップ化したMSXなど現在でも動きのある数少ない8ビット世代のプラットホームである。
冷戦時代、西側諸国ではコンピューターを含む電子機器の輸出を対共産圏輸出統制委員会（ココム）で制限しており、ソビエト連邦を中心とする共産圏の国々では16ビット以上の高性能コンピューターを西側から輸入することが出来なかった。そのため、規制対象外とされていた8ビット機を大量に輸入し、またコピーして使用していた。機種は用途に応じてよく選別されていた。これらの8ビット機はいわゆる「ホビーパソコン」であり、その中にはMSX規格の筐体も含まれていた。特にロシアやキューバでは国家の教育プログラムで大々的に導入された。その拡張性や互換性などが評価された結果、学校教育のみならずゲーム制作などの各分野で応用された。教育用として独自にYAMAHA製のMSXを使用したネットワークシステムが「YAMAHA KUVT」として各学校に構築された。ソ連の各学校（全て、でなない）にあったのはこのヤマハの教育用パソコンであり、ソ連ではMSXは「YAMAHA」（Ямаха）の愛称で呼ばれる。あなたがいま見ているWikipediaのサーバーで使われているnginxを後に制作するИгорь Сысоев（1970年、カザフ・ソビエト社会主義共和国生）は、学校で「YAMAHA」に出会ったことがきっかけでコンピュータサイエンスの道に進んだことを公言しており、つまりあなたがWikipediaでこのページを閲覧することができるのは、遡ればソ連におけるMSXによる教育プログラム「YAMAHA KUVT」の成果であり、MSXの系譜であり、ホビーパソコンという時代の産物のお蔭である。また、ソ連の軌道宇宙船ミールでも、MSX2規格の動画編集機であるソニーHB-G900APと見られる機材が設置されており、全てを制御しているという誤解から、諸外国から「MSXで動いている宇宙ステーション」と揶揄された。1990年12月、日本のTV局であるTBSの宇宙プロジェクト『日本人初!宇宙へ』にて撮影されたビデオの編集に使用されていたことが、スポンサーであるソニーの技術情報誌の特集記事として掲載された。
ソ連崩壊後にパソコンやゲーム機の海賊版メーカーが乱立した時期には、MSX-DOSと一部に互換性のあるOSを搭載した英国製Amstrad CPCベースのMSX互換機Алеста（1993年）や、MSX-DOSと一部に互換性のあるOSを搭載した英国製ZX Spectrum互換機のATMターボ2（1993年）など、かなり特殊なハードもリリースされている。なお、ソ連ではMSX機は一般には市販されていないので、MSX機の個人所有者は存在しなかったはずであるが、現在なぜか正規のYAMAHAを所有している熱狂的なファンがおり、彼ら熱狂的なファンによる2000年代以降にも互換機が制作された。
キューバでは東芝とパナソニックのMSXが1985年に学校教育で採用され、「Intelligent keyboards」の名称で呼ばれた。ただしパソコンの一般への販売は禁止されていたため、ホビーユースでの普及はなかった。

SANYO
1979年にキーボードとモニタとカセットデッキが一体化したPHC-1000を発売。ただしビジネスユースをターゲットに据えていた。1982年4月26日、三洋電機ビジネス機器がハンドヘルドコンピュータPHC-8000（価格69，800円）、5月1日にポケットコンピューターPHC-10を発売（価格24,800円）。5月25日にモニタに接続できるPHC-20を発売（価格47,800円）。さらに同年6月25日にPHC-25を発売（価格69，800円）。25は新日本電気から技術供与を受けて開発された機種で、同社のPC-6001とはBASICレベルではある程度の互換性があり、RAM容量やサウンド機能などスペック的に下回る部分があった。同製品の兄弟機として日野電子のCEFUCOM-21、SEIKOのMAP-1010がある。1983年秋には三洋電機特機から5インチFDDを一基搭載したCPUが8088の16ビット機MBC-55が発売された（178,000円）。同機はCP/M-86が付属しキーボードと本体を分離した一方で、家庭用テレビとの接続やジョイスティックもサポート、発売と同時にゲームソフトを発売するなどホビー向けも意識していた。同時期の1983年10月25日には三洋電機本体からPHC-10（WAVY10）が74,800円で発売されて、MSXファミリーとなった。

三菱電機
1983年7月1日より出荷された「MULTI 8」は、CPUがZ80、テキスト画面は80×25、グラフィック画面は640×200ドット8色、PSG音源という当時の8ビットホビーパソコンの標準的なスペックで、価格は123,000円というFM-7やPC-8001mkII、X1などと競合するマシンだった。特徴としては、PC-8001のN-BASICと中間言語がほぼ同一のため、カセットテープに記録されたPC-8001のBASICプログラムが読み込め、完全互換ではないもののマシン語を使わないBASICレベルなら少々の修正で動いた。イメージキャラクターは女性棋士の林葉直子。三菱電機は3ヶ月後の1983年10月25日からMSX仕様のパソコンML-8000を発売し、MULTI 8は短命に終わった。
16ビットPCである上位モデルのMULTI 16は、オフコン並の性能を持ちながら価格はオフコンの半額程度で、マルチプランやマルチワードといったオフィスソフトがラインナップされたこともあり、より安価なオフィスPCとしてPC-9801シリーズが台頭するまでは一定数のシェアを得た。
沖電気
当時、オフィスなどでそれなりの人気を持っていたif800という機種があったが、同社はホビー向けを強く否定しており、ゲーム機ではありません、と広告したことがある。一番下位のmodel10でもドットインパクトプリンタを内蔵しており、価格は298,000円だった。

### 日本国外（主に米国）

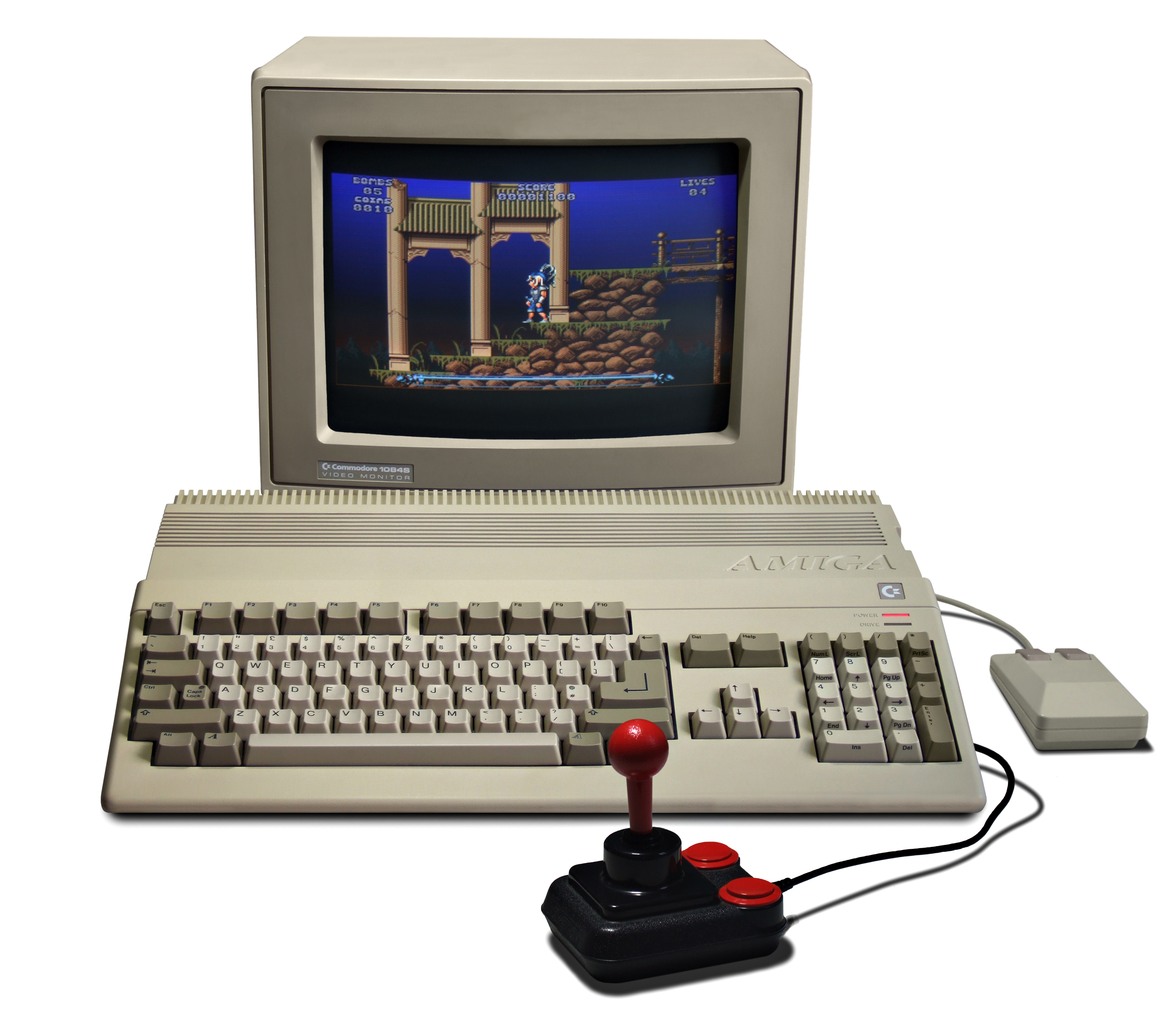
Amiga 500

アメリカを中心とする欧米では、家庭用の趣味に供されるパソコンの市場に、メインフレームなどを製造していた大手コンピュータメーカーは関心を示さず、新興パソコンメーカーの独擅場となっていた。カンブリア紀の種の爆発のごとく、多数の新しいマシンが生まれては消えていった。中には長く愛されたマシンもあり、現在でもファンが活発に活動している機種もある。また、近年ではこの時代のマシンを収集するホビーストもいる。結局、ホームコンピュータはPC/AT互換機と新世代のゲーム機に分岐していった。
多くのホームコンピュータはその特徴が似ている。安っぽいキーボードとテレビに接続して20 - 40行の表示をする。記録媒体としてどこにでもあったカセットテープを使うか、時には本体よりも高価なフロッピーディスクドライブを使った。後者は内部機構が本体よりも複雑なため、製造コストがかかり、結果として本体より高くなる場合もあった。ホームコンピュータは子供がいる中流家庭をターゲットと想定しており、その購買層に買ってもらうために徹底的にコストダウンを図り、結果として非常に安っぽいものになっていた。
現在のパーソナルコンピュータはオペレーティングシステム（OS）が必要だが、ホームコンピュータの多くはOSの代わりにBASICインタープリタをROMに内蔵していた。これらホームコンピュータの多くは8ビットマイクロプロセッサを使用し、主にモステクノロジーの6502かザイログのZ80が使われた。
ただホビー用途とはいっても、フロッピーディスクが普及し始める頃になると日本語環境の整備が遅れ足を引っ張った日本のホビーパソコンとは違い、ASCII文字のみで作文が可能なこともあり、実用的な英文ワードプロセッサとして、タイプライターの代用品としても利用されていったなどの事情も垣間見られる。

#### アップル

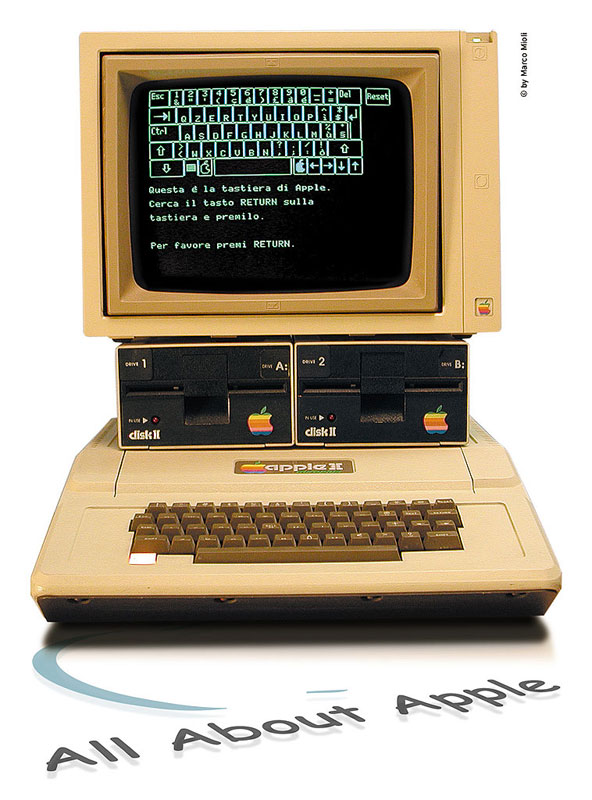
本体上に2台のフロッピードライブ、さらにモニタを載せた Apple II

Apple II
1977年に米国で発売されたホビーパソコンの草分け。世界で初めて個人向けにオールインワンの製品として提供されたコンピュータ製品であり、それまで一部の愛好者向けだったマイクロコンピュータを一般消費者に受け入れられる商品とした。コンパクトな筐体に必要なソフトウェア・周辺機器を内蔵しており、コンセントにつないで家庭用テレビに接続すればそのまま使えるのが画期的だった。標準構成でもカラーグラフィックと音声出力が可能であり、安価なディスクドライブが用意されたことで専用のゲームが多数開発された。米国では Home Computer（家庭用コンピュータ）というジャンルを生み出し、教育市場でも1990年頃まで広く使われた。
欧州市場向けに「ITT 2020」という正規ライセンスによる互換製品が発売されていた。日本国内でも正規輸入品が販売されたが関税が上乗せされて36万8000円という高値になったため、正規品は一部の愛好家が手を出すに留まり、代わりに秋葉原のパーツショップなどで販売された「Japple」と呼ばれた海賊版が氾濫した。

Macintosh
Macintoshを「ホビーパソコン」に含める場合もある。当初Macintoshはアップルの販売していた業務用パソコンLisaの廉価版としての性格が強く、DTPを含めたビジネス用途を視野に入れ、当時のパソコンとしては珍しくネットワーク機能を標準搭載するなど業務用を意識した仕様だった。一方でビデオ表示回路は簡素なもので、画面表示は白黒表示のみ（描画ルーチンのQuickDrawは1987年のMacintosh IIでカラー化）、比較的高額であるなど、明らかにホビーパソコンとは異なる性格を持っていた。しかし、QuickDrawによる柔軟なグラフィック機能を生かし、豊富なゲームソフトが登場。低価格でカラー対応のMacintosh LCの登場以降はホビーパソコンとしての要素も併せ持つようになっていく。
かつて、Macintosh互換機が各社から発売されていた。価格が安いだけではなく、音質重視などの特徴を併せ持った互換機が、モトローラ、アキア、UMAX、パイオニア株式会社などから製品が出ていたが、Apple社の方針転換によりライセンスが打ち切られ、多くがWindows機の生産メーカーに転換した。

#### コモドール

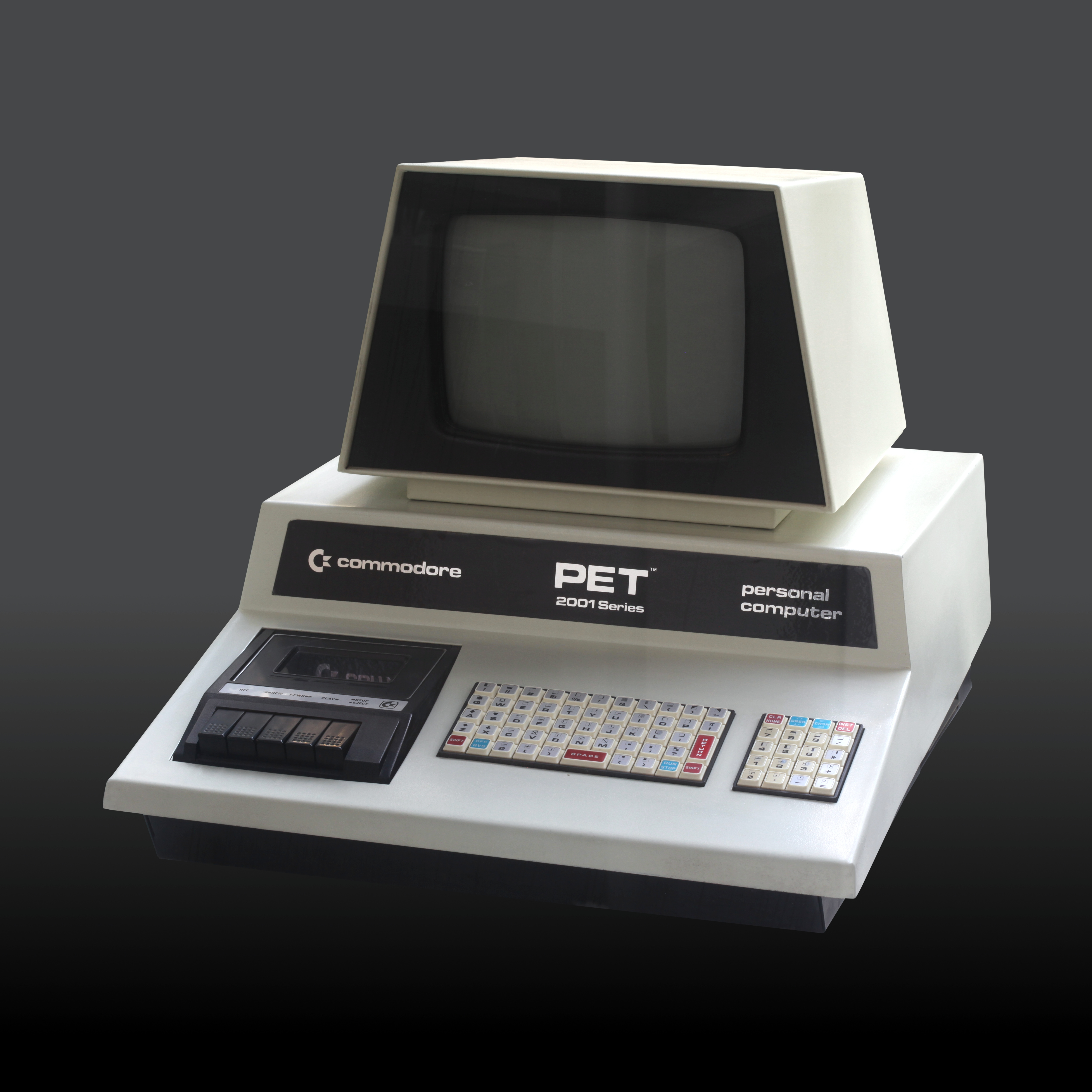
PET 2001

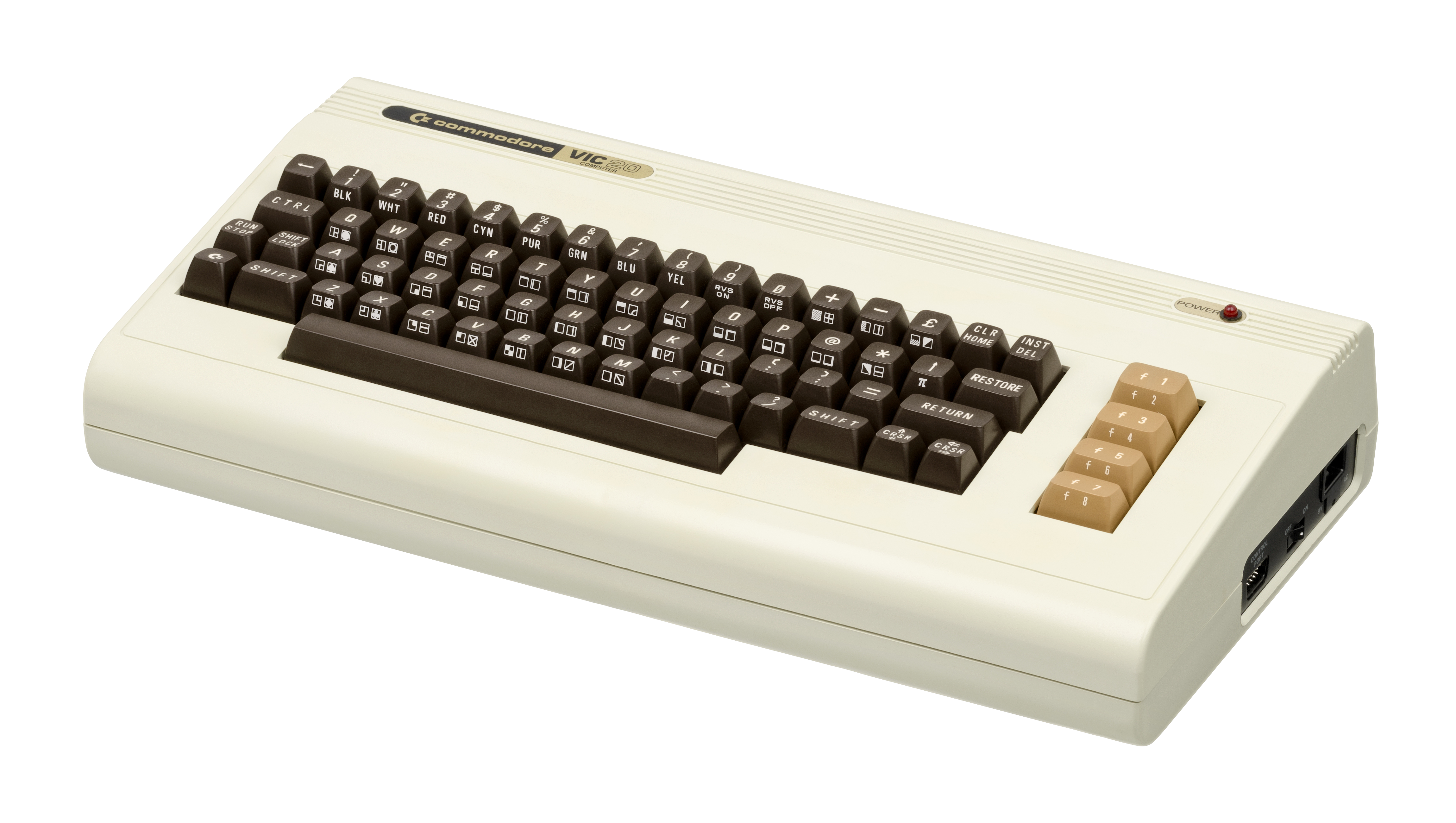
VIC-20

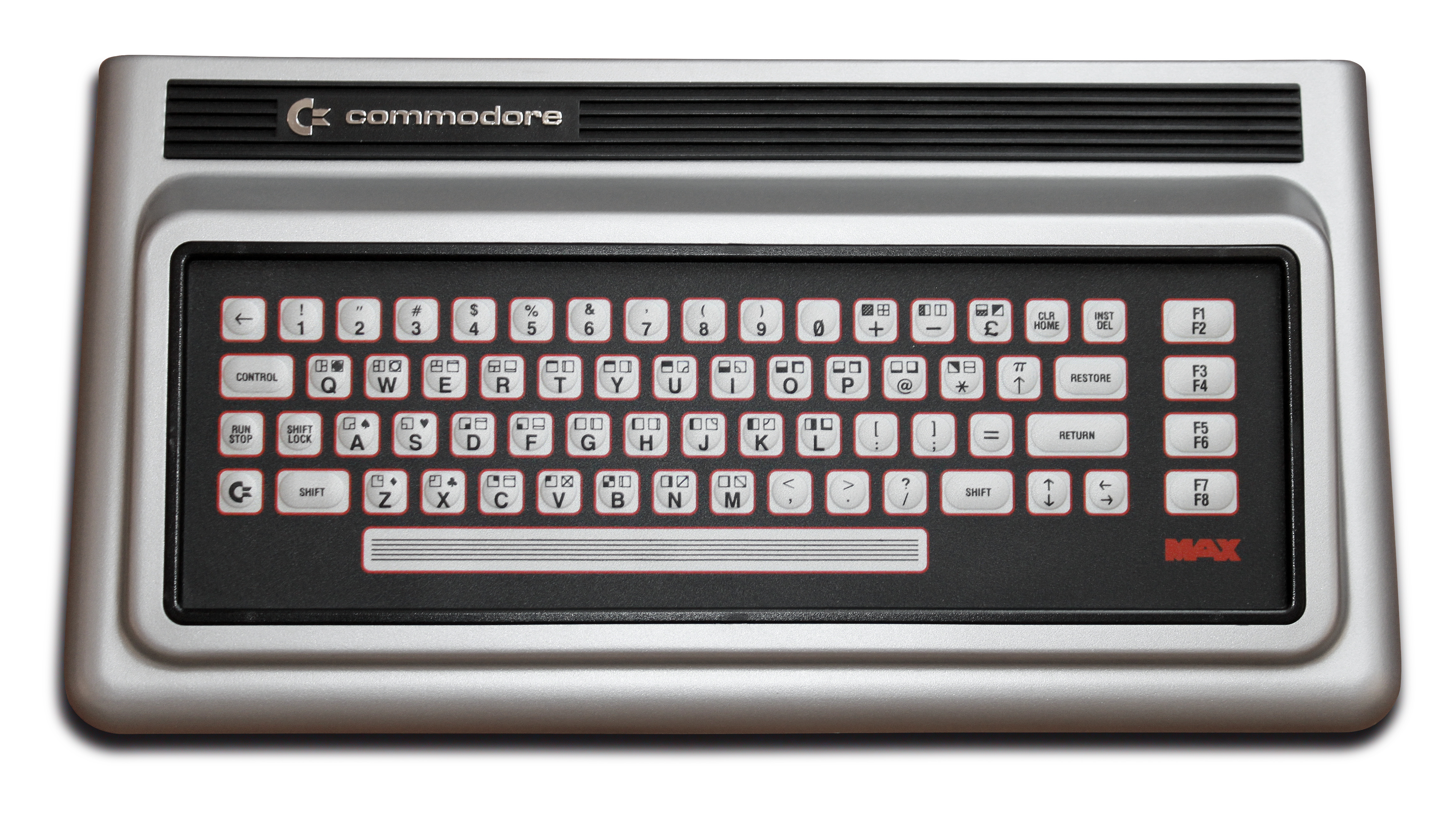
マックスマシーン

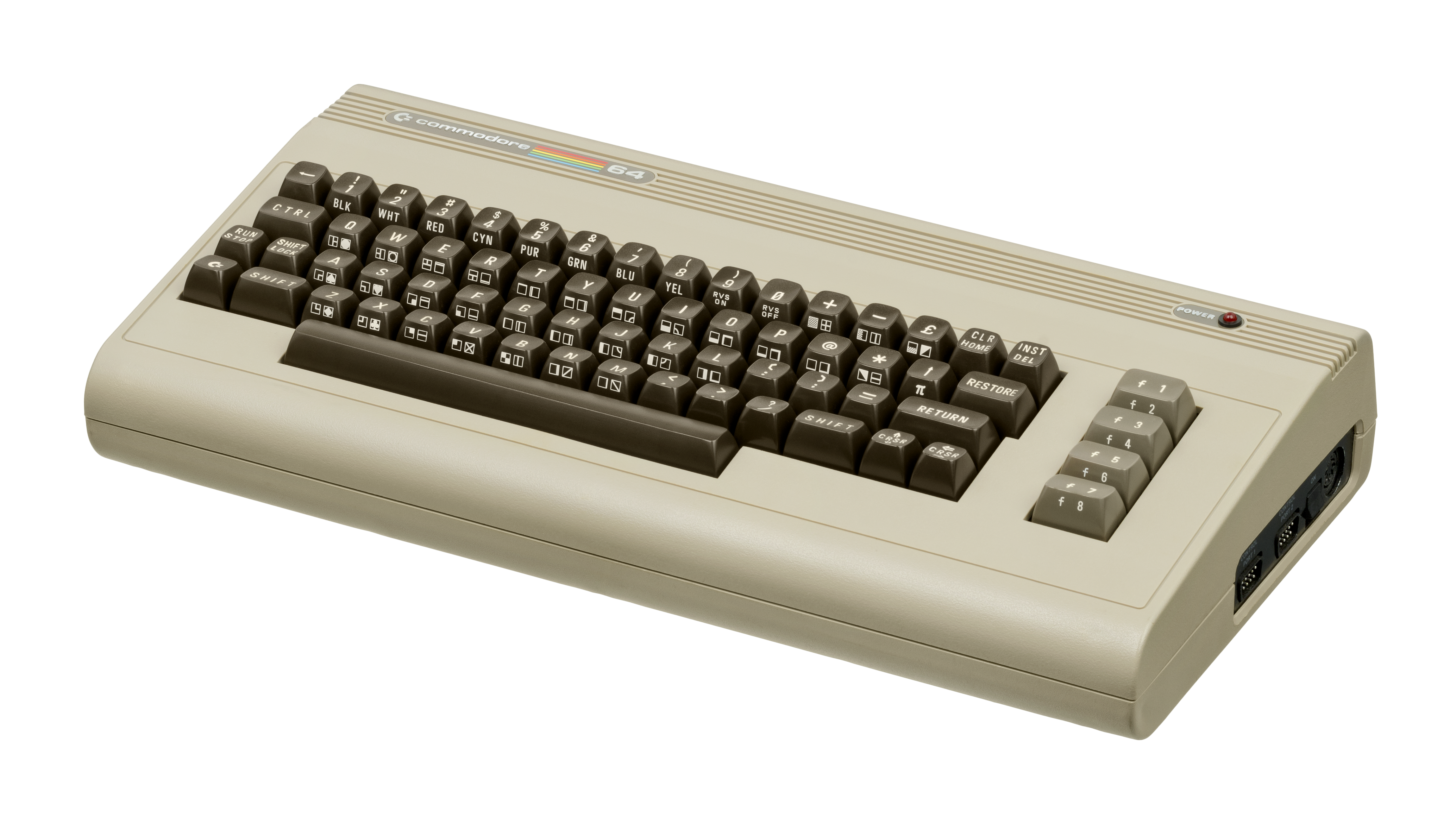
コモドール64

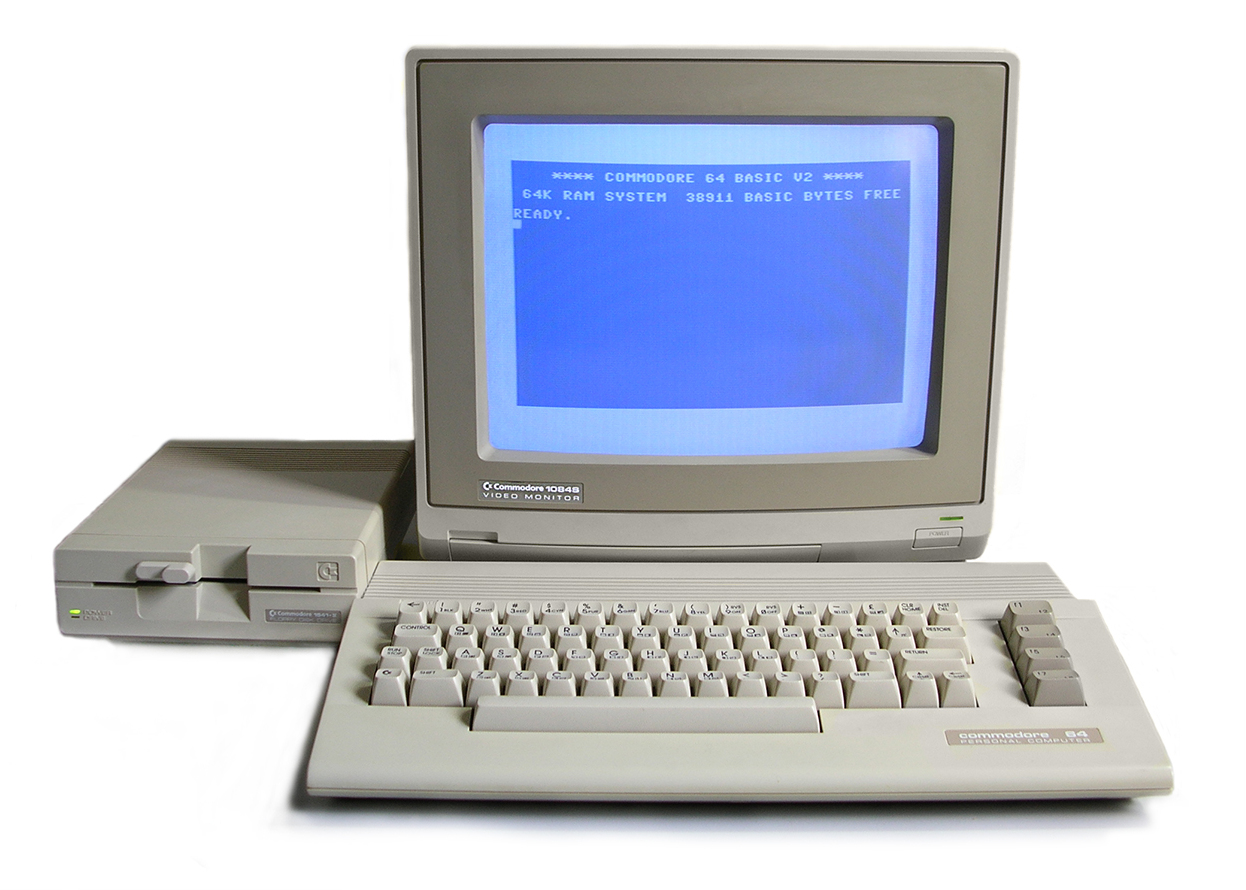
コモドール64C (1986年) 。内部はほぼC64

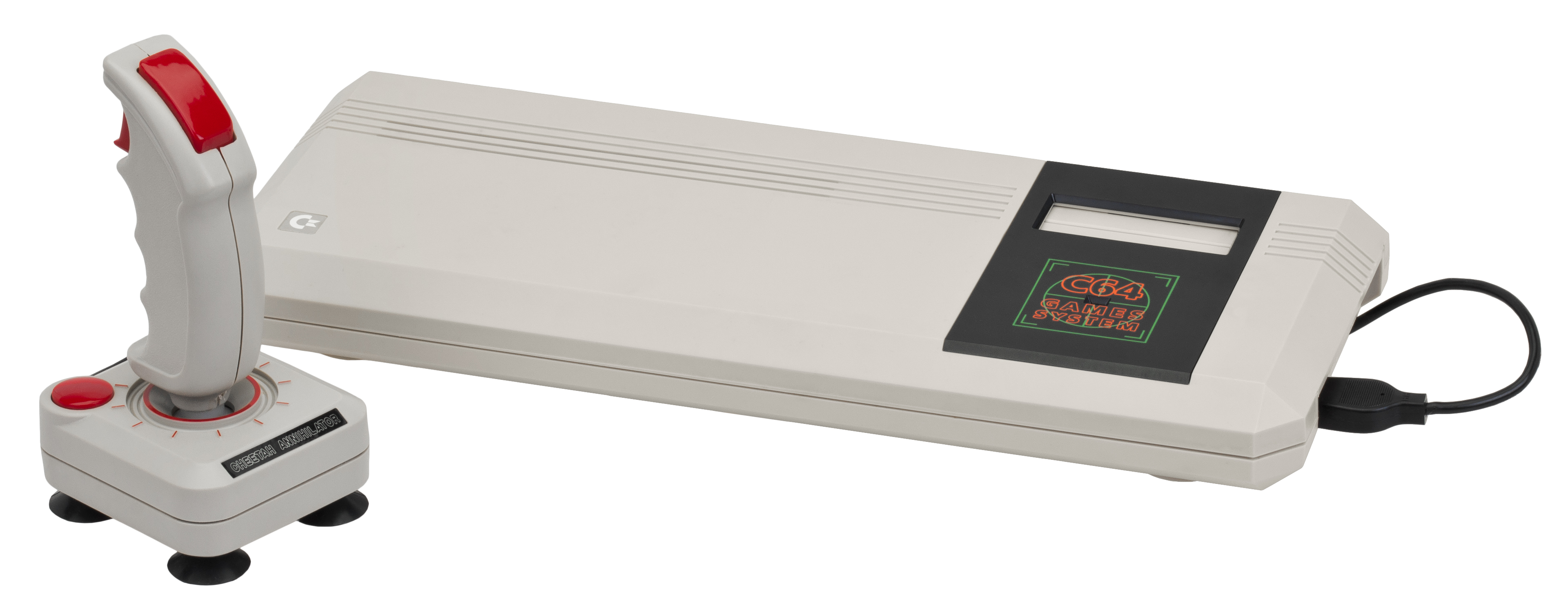
Commodore 64 Games System "C64GS" (1990)

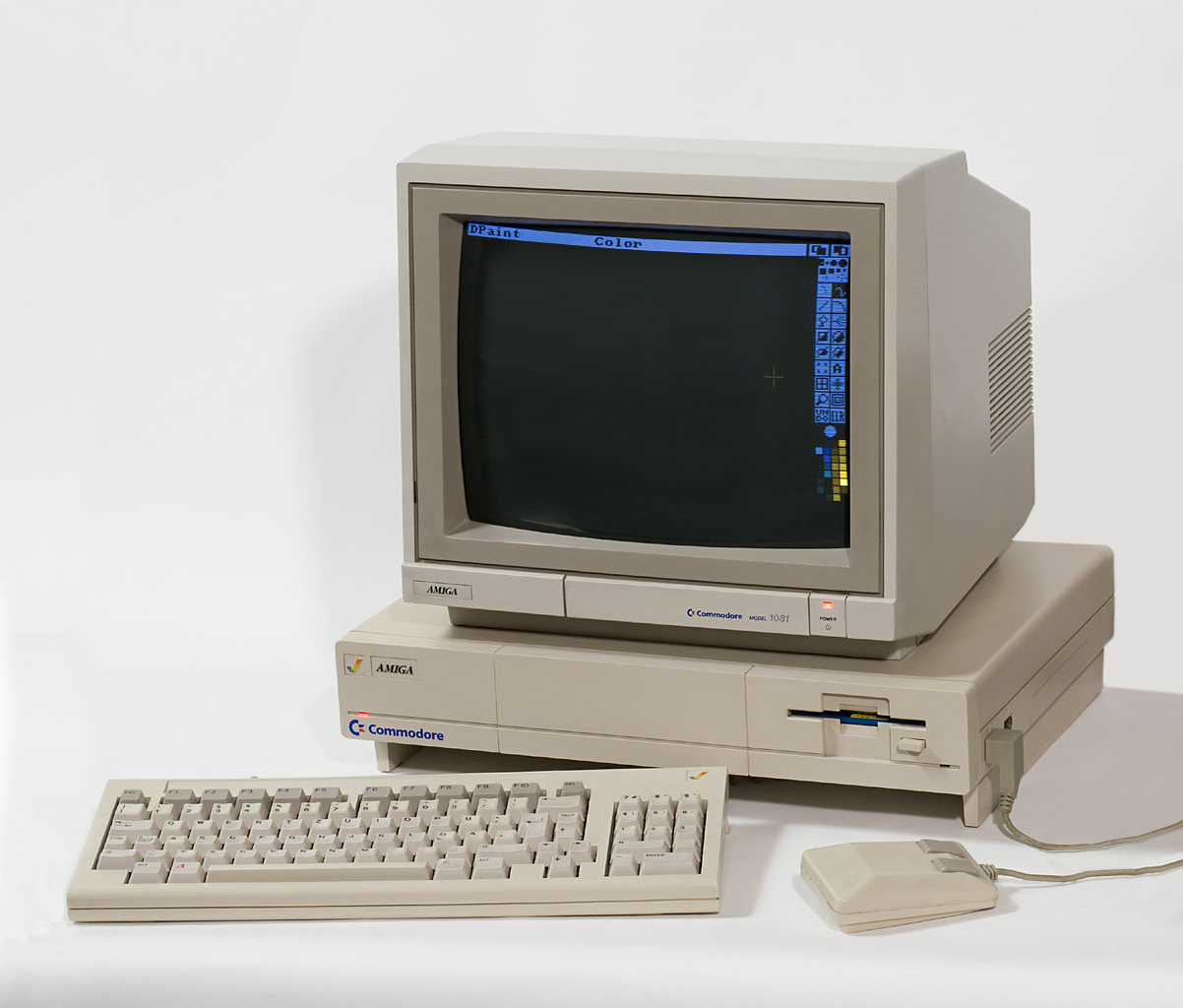
Amiga 1000と、Amigaを代表するペイントソフト・デラックスペイントを用いて作画されたCG（1985年）

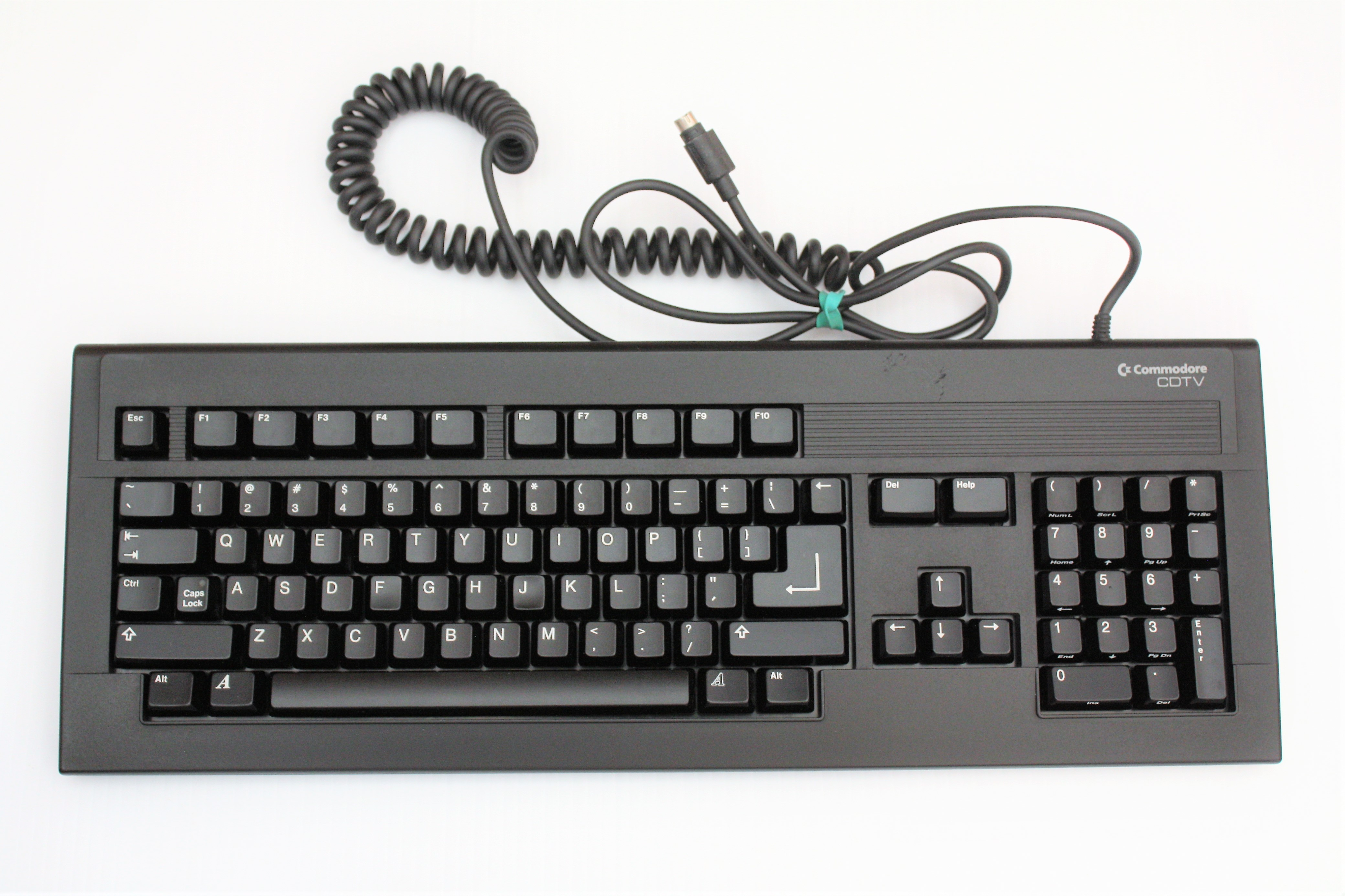
PET 2001

コモドール PET 2001
コモドール VIC-20（日本での販売名「VIC-1001」）
1980年12月発売。カラーグラフィックと3音のサウンドジェネレーターを搭載して69,800円は発売当時でかなりのハイコストパフォーマンスなマシンだったが、標準で搭載しているRAM容量がが5KBと少ないことと、テキスト表示が横22文字でプログラミングに向かないことから、国内では一部の愛好家が手を出すに留まった。また周囲の機器にノイズを撒き散らしたり夏場に容易に熱暴走するという構造上の荒さも目立った。米国ではROMカートリッジによるゲームソフトと安価なモデムがリリースされたことからゲーム機とパソコン通信の端末として使われ、250万台以上を売り上げるベストセラー機となった。
マックスマシーン（ドイツでの販売名「VC-10」）
同社が日本向けに開発・販売したとされる。1982年11月発売。VIC-1001より廉価の34,800円。コモドールジャパンの技術者ヤシ・テラクラ（寺倉康晴）が開発。BASICやソフトウェアはカートリッジで供給され、画面表示以外の外部接続端子は一切ない。つまり「キーボードを搭載したゲーム機」とも看做すことができる。廉価でありながら、グラフィックとサウンドの性能はVIC-20を大きく上回っていたが、そもそもコモドール自身が販売に消極的だったことから、同時期に発売されたぴゅう太やM5に大きく水をあけられる結果となった。日本向けゲームはHAL研究所が開発。「Ultimax」の名で世界的に売り出す方向だったともされるが、すぐ後にコモドール64が発売されたこともあり、日本以外で販売された形跡に乏しい。
コモドール16/116
コモドール64（開発名「VIC-40」）
大ヒット機。「C64（Commodore 64）」は従来の同社製品を大きく上回り、同時代のApple IIなどと比べても遜色ない性能、しかも価格はApple IIに比べてずっと安かった。販売総数は1993年の販売終了までに1250万から1700万台とされ、単一機種としては最も販売台数の多いパーソナルコンピュータであり、今もこの記録は破られていない。1983年から1986年の間、C64は毎年200万台以上売れ、30%から40%の市場シェアを占め、競合機であるPC/AT互換機やアップルの製品やアタリの8ビットファミリよりもよく売れていた。コモドール創業者の息子で後にアタリ社長となったサム・トラミエルは、1989年のインタビューで「私がコモドールにいたころ、月産40万台というペースでC64を製造するということが数年間続いた」と述べている。電機店だけではなくデパートや玩具店でも販売され、アメリカにおいて個人ユースのパソコンを世に広めた一台であった。この機種の積極的な低価格戦略が「アタリショック」として知られる1983年の北米でのゲーム専用機市場崩壊の主要因と見られている。ただしその後もこの機種は幅広く末永い支持を受けた。アタリショックの後、北米のゲーム専用機の市場は壊滅し中、ホビーパソコン用ゲーム市場のみが残る形となり、結果として「C64」が北米ゲーム市場の事実上の覇者となった。セガ社などによりキラーコンテンツとも言えるゲームが発売され、NES（ファミコン）やSega Master System（セガ・マークIII）が北米に上陸する1985年まで、牙城は揺るぎないものとなった。
1995年に「C64」を生産終了すると宣言したが、前年の1994年4月にコモドール社は倒産した（後述）。
販売終了までの派生機に、「64C」「Commodore 64 Games System」などがある。
日本では1982年の年末商戦にコモドールジャパンより、カタカナキーボードの日本語版C64が99,800円で発売されたが、同時代のライバル機と比べると高価であり、発売されたソフトも少なかった。『マイコンBASICマガジン』に載っているプログラムを手入力するか自分で作るしかなく、秋葉原などにあるショップで海外産ソフトの輸入物を購入しても日本語版C64で走らせると文字化けするなどした。同時期に発売された「マックスマシーン」は同価格帯のソード・M5やトミー・ぴゅう太などと競合し得る程度は売れていたが、ここに打撃を与えたのが、1983年7月に任天堂から発売されたファミコン（14,800円）である。これにより日本のホビーパソコン各社も転換を迫られたが、C64を初めとするファミコン以下の性能しかないゲームパソコンは瞬く間に淘汰されてしまった。 「安価な家庭用パソコン」という地位は日本においてはMSXがその座を占め、「ゲームもできる家庭用パソコン」という中途半端な地位は、ファミコンの存在感があまりにも大きかったため必要ではなくなってしまった。のち北米市場もNESに呑み込まれ、C64は「マニアの玩具」となっていく。

コモドール128
何度かの失敗したC64派生機のあとに発売された。CP/Mが動作しつつ、100％のC64互換をアピールしていた。

Amiga
開発者と投資家の小規模なグループが「ジョイスティック開発」を名目にスタートした。開発は完了したものの、「アタリショック」の影響により投資家が出資を控えたために販売のための資金が無くなった。このグループは元々アタリ社と関連が深かったが、同社は自社開発の新型機の発売前であった。一方コモドール社は創業者のジャック・トラミエルが経営陣と揉めて会社を追放されたのち、いわば復讐のために、ライバルのアタリ社を買収しトップに立ち、元コモドールの技術者を全員引き抜いて、アタリ社でPCを作らせていた状態であった。コモドール64以降のヒットPCもなく、PCを開発する技術者もいないコモドール社は天からのプレゼントとばかりにAmigaの開発グループを買収し、1985年に衝撃的に発売されたのが「Amiga1000」である。その後発売された廉価版とも言える「Amiga500」が欧米のゲームユーザーなどに大ヒットとなった。ゲーム雑誌の「Commodore User」も1990年より誌名を「CU Amiga」と変更した。日本でもAmiga1000がGCグラフィックやアニメーションの現場で使用され、個人でも「洋ゲー」と言われる欧米販売のゲームのうち、日本のPCに移植されないゲームを遊ぶために、Amiga500などを入手する場合があった。
主なAmiga製品
- Amiga 1000
- Amiga 500
- Amiga 2000
- Amiga 3000
- Amiga 1200

コモドール CDTV
1991年に発売されたマルチメディア機。時代が求めていたとされる「マルチメディア」に対応しようとした。これより先に「Amiga」ブランドで発売して好評で、ユーザーも多かった「Amiga500」にCD-ROMドライブ（等倍）やリモコンを附属したものであったが、あえて知名度のあった「Amiga」ブランドを採用しなかったことと、「マルチメディア」なる市場がそれほど盛り上がらなかったことなどを受け、家電ユーザーからは注目されず、既存のAmigaユーザーからは「中身はAmiga500。ならば、Amiga500用の外付けCD-ROMプレイヤーが出るのだろうから、それまで待とう」と買い控えられ、CDTVの売れ行きは伸びなかった。コモドールは仕方なく、Amiga500用のCD-ROMプレイヤーを発売したが、これによりCDTVの価値は全く無意味となった。コモドールは1993年にAmiga 1200をベースにしたもはやゲーム専用機であるAmiga CD32を投入し、CDTVの販売を終了したが、時すでに遅く、ホビーパソコン市場の終焉、ゲーム専用機市場でも後れを取っていたコモドールはそれから半年後に、倒産した。

#### その他のアメリカのホームコンピュータ
- TRS-80（タンディ・ラジオシャック）
- TI-99/4A（テキサス・インスツルメンツ）
- Atari 400/800（アタリ）
- Atari ST（アタリ）

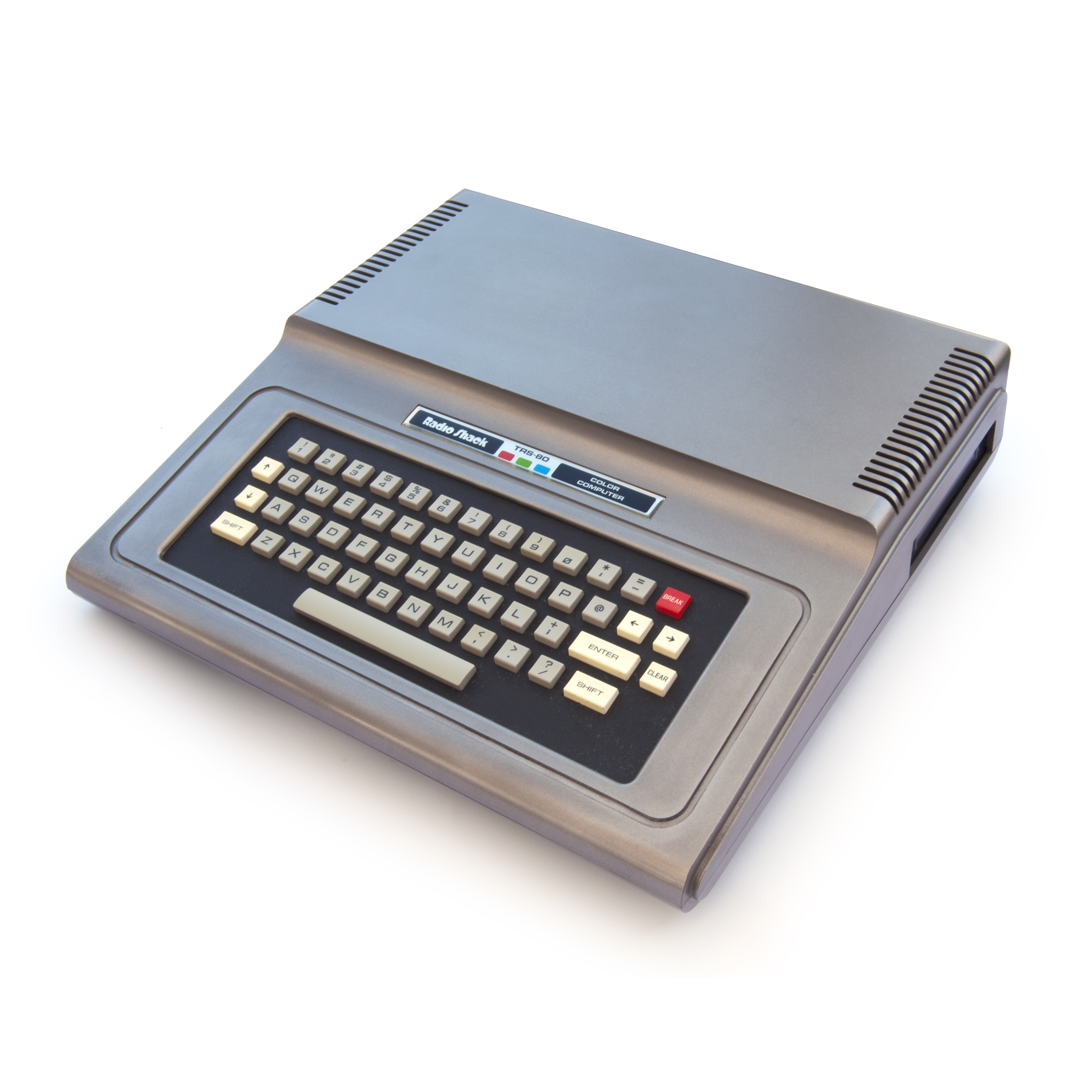
TRS-80 Color Computer
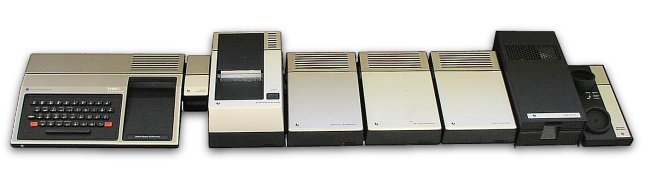
独特の拡張機能を持つTI-99/4（1979年）
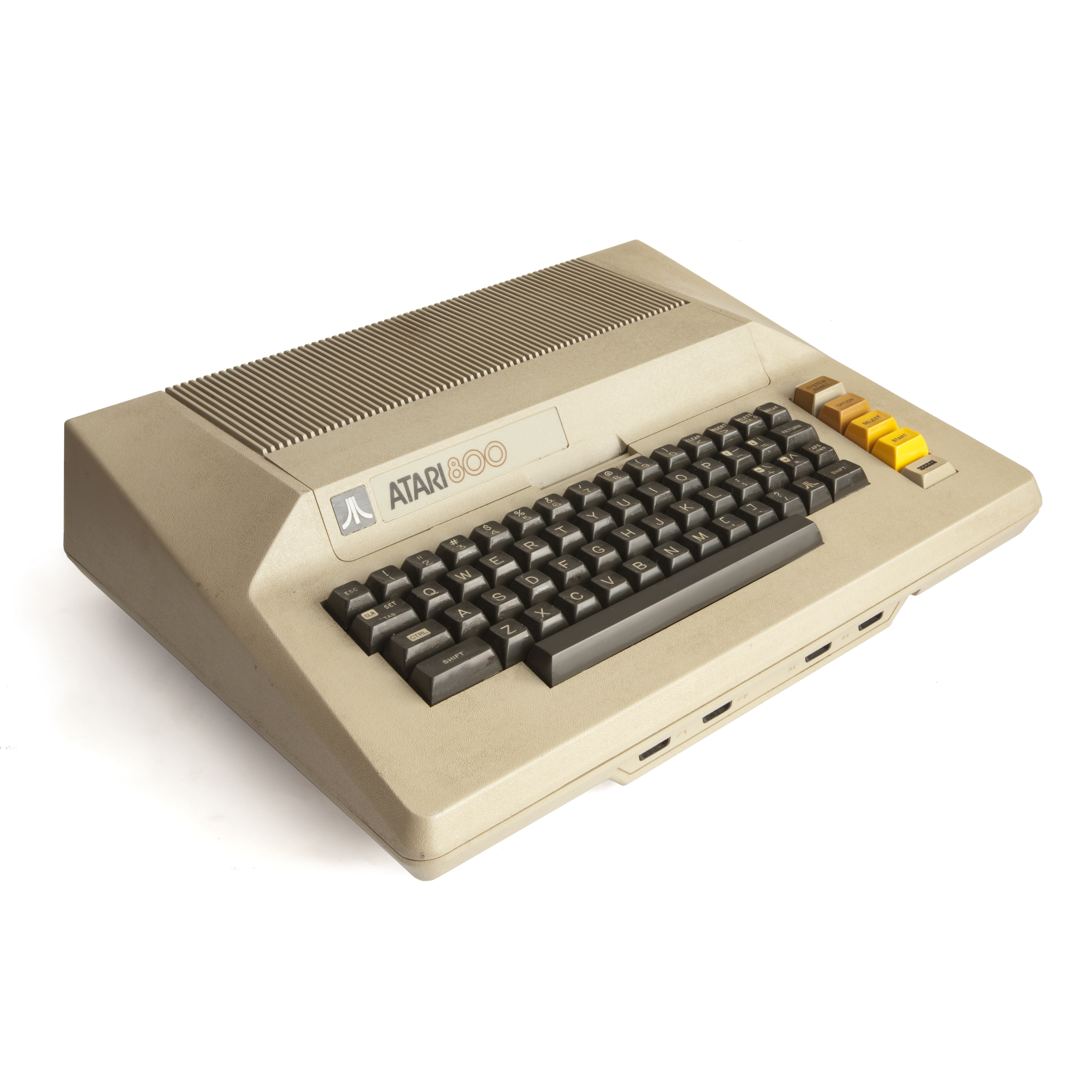
80年代初頭に大ヒットしたAtariの8ビット機の一つ、Atari800。
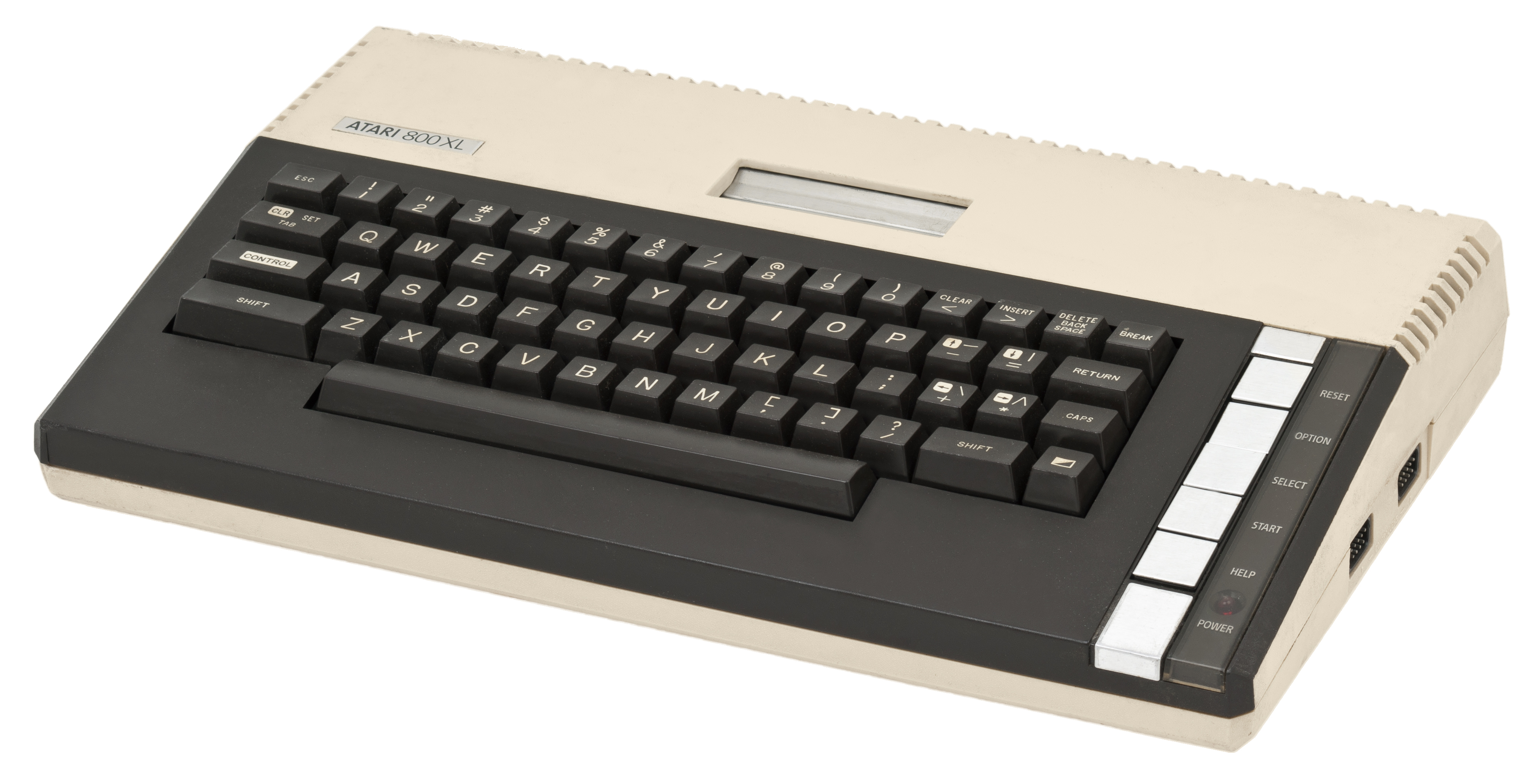
Atari800XL。Atari社は人気に生産が追い付かず、価格競争と中国生産品の不良品に悩まされ、会社が傾いていく。
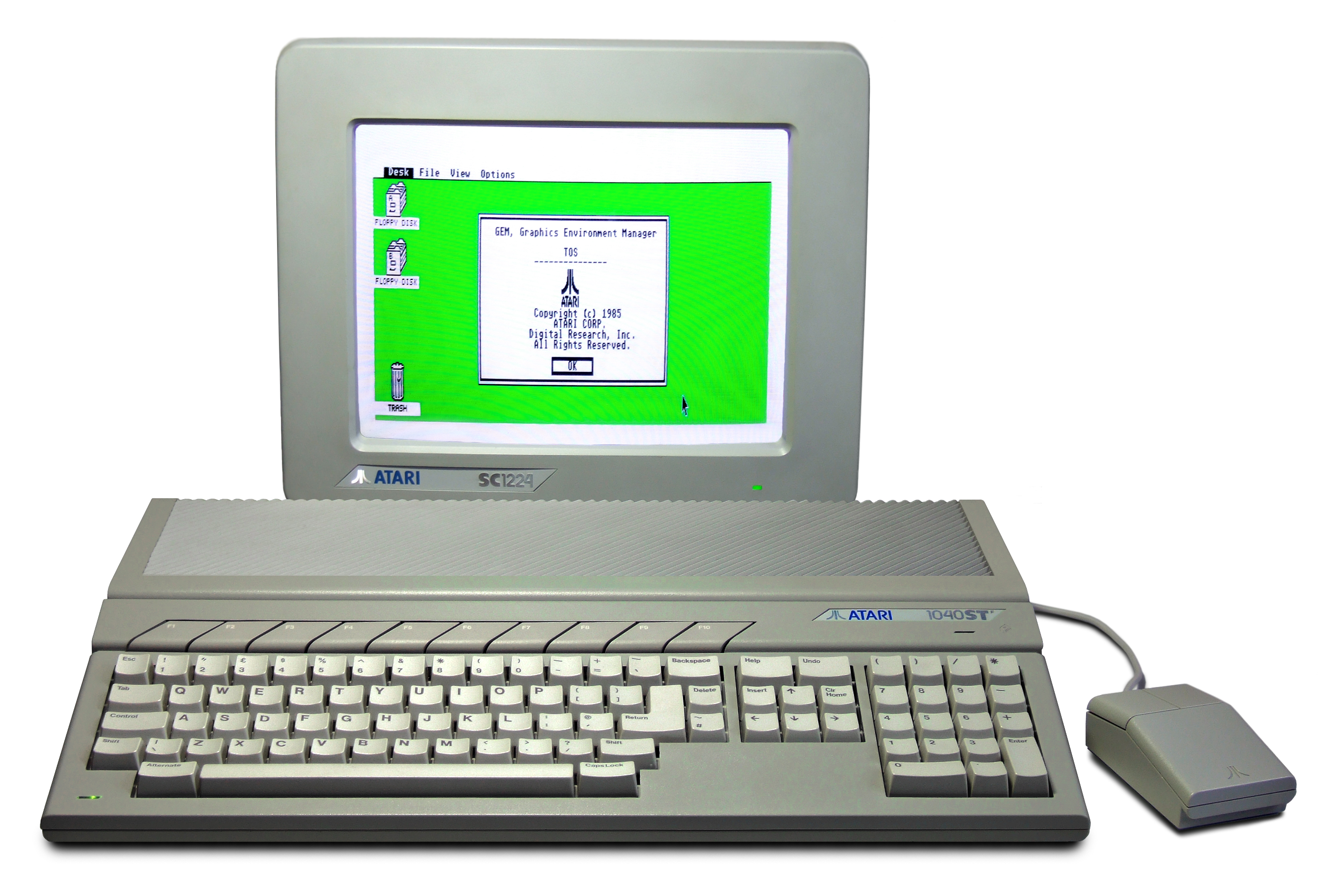
新生Atari社が開発したAtari STは80年代後半、北米を中心に広く普及した。

#### イギリスのホームコンピュータ
- シンクレア ZX81（シンクレア）
- ZX Spectrumシリーズ（シンクレア）
- BBC Micro（エイコーン・コンピュータ）
- Amstrad CPC（アムストラッド）
- Acorn Archimedes（エイコーン・コンピュータ）

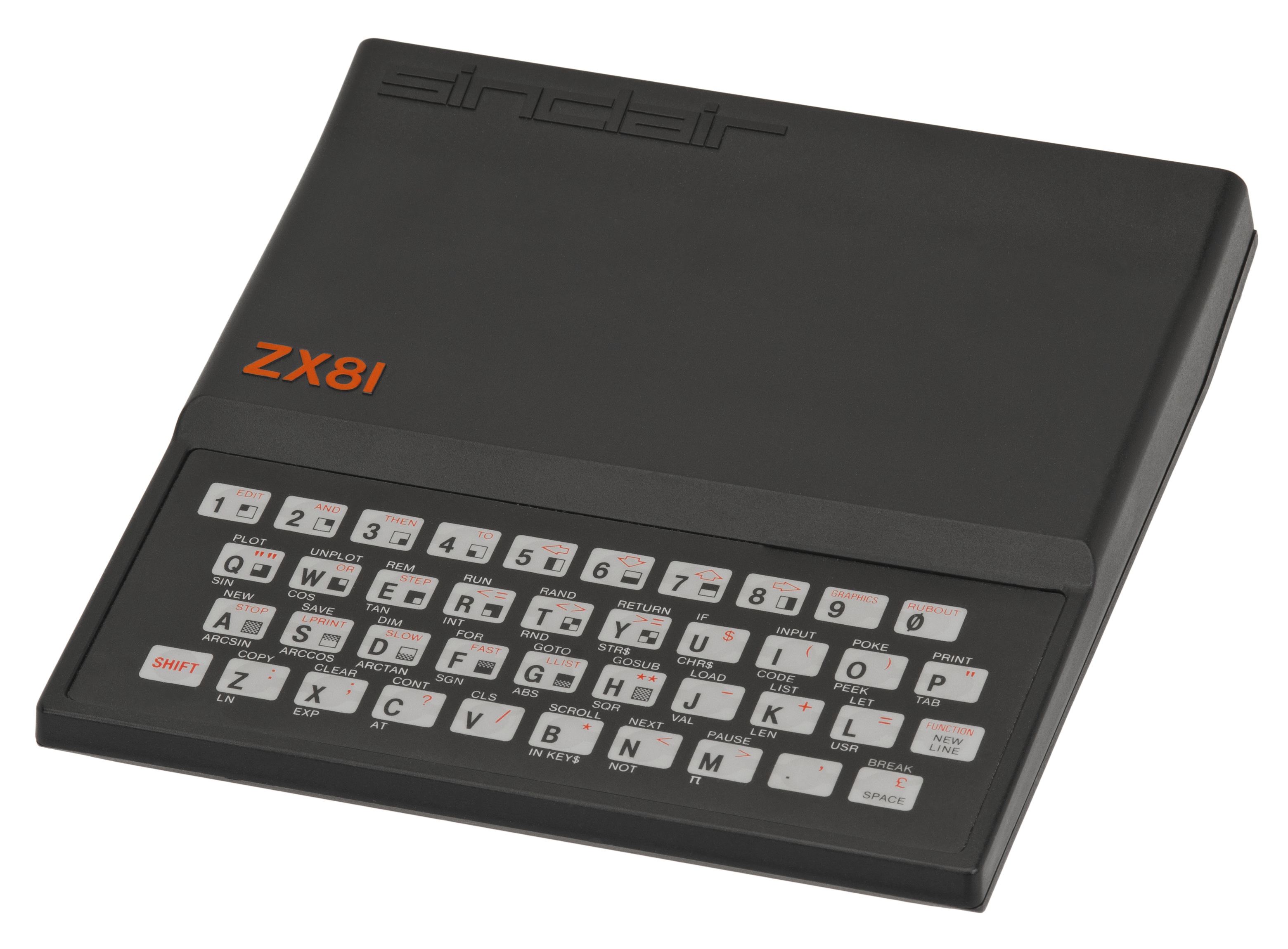
150万台以上を売り上げたZX81
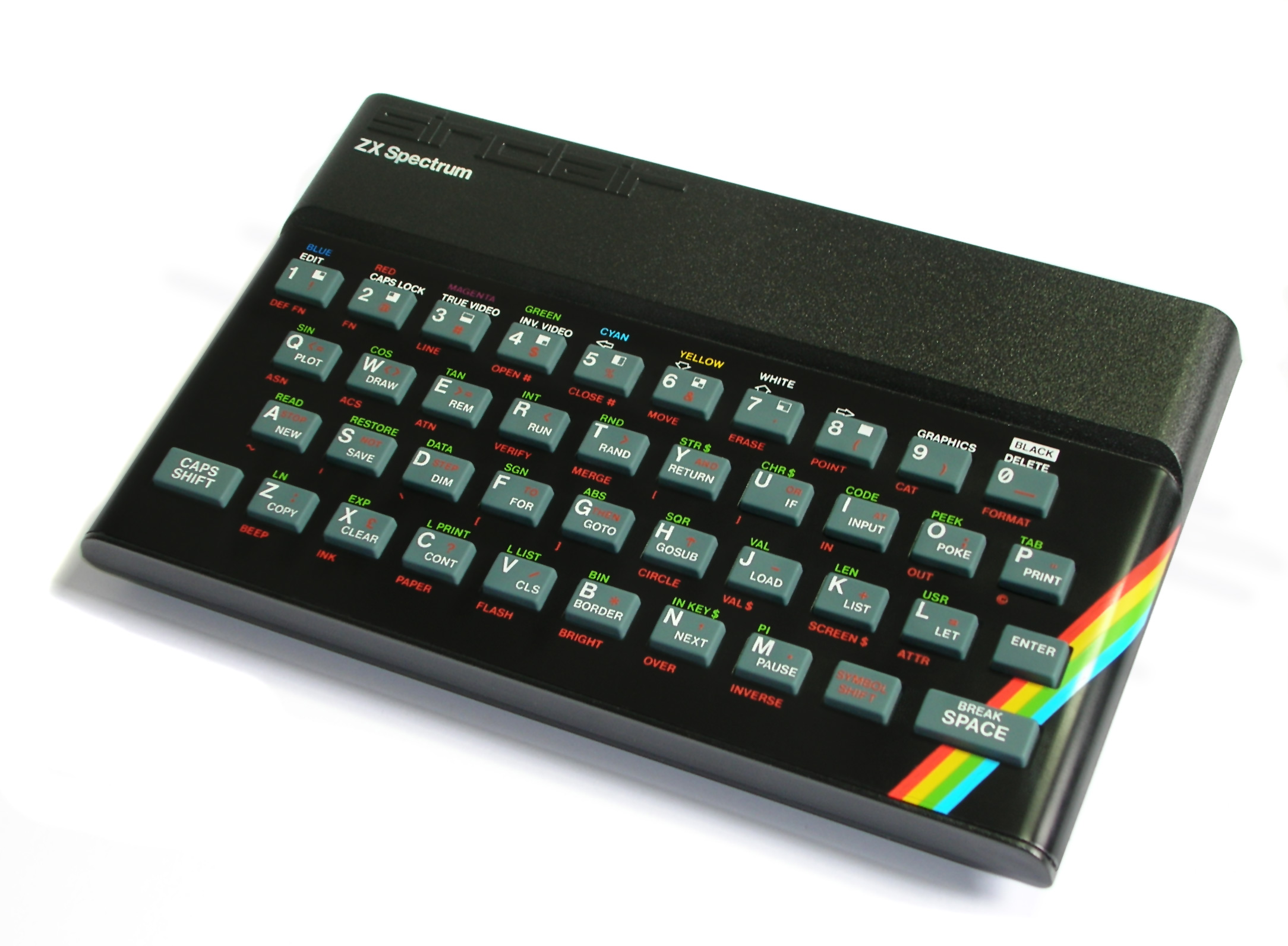
ZXSpectrumには派生・クローン機が多い。
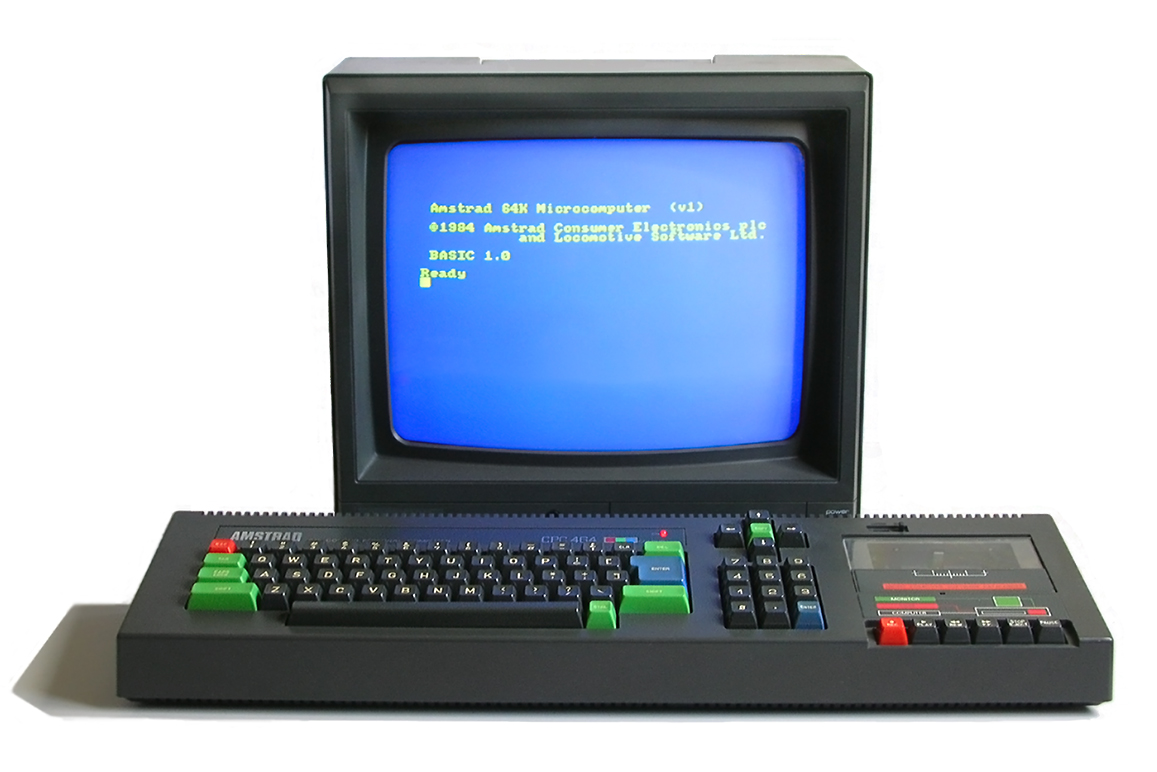
Amstrad CPC
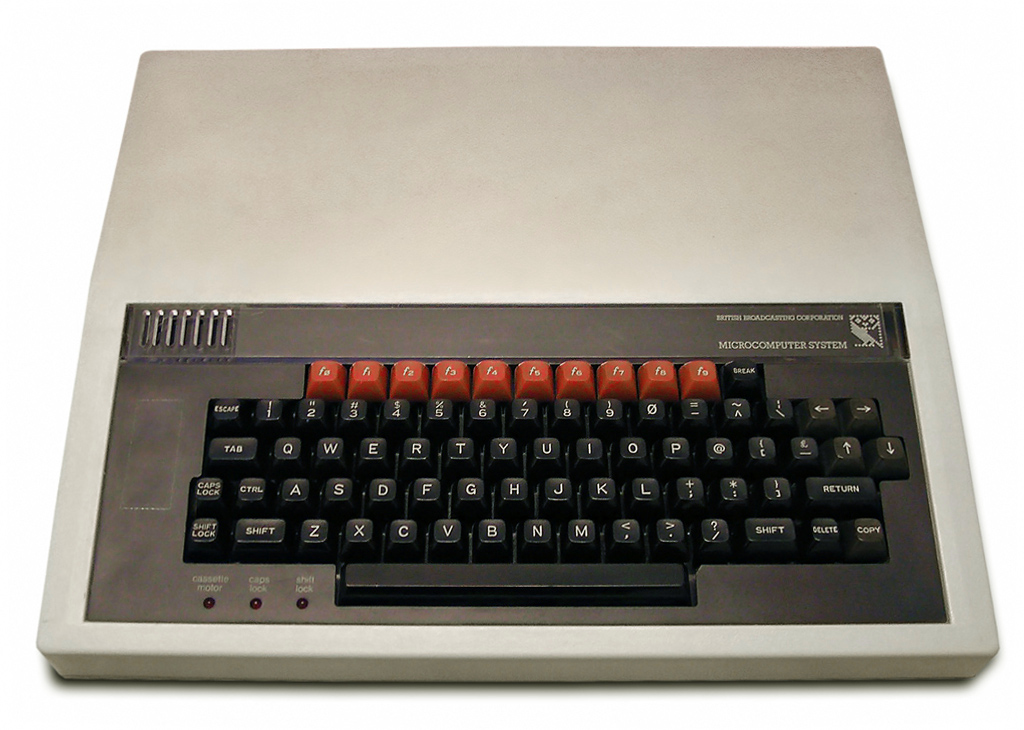
BBC Microは英国放送協会（BBC）関連会社により教育目的で開発された。
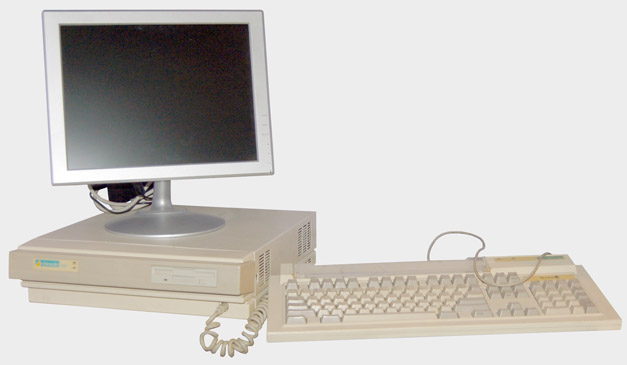
BBC Microの事実上の後継機AcornArchimedes 400は自社製の32ビットARMRISCCPUと独自のOSを搭載した。